# George Michael
Vous lisez un « article de qualité » labellisé en 2017.
George Michael [ d͡ʒɔːd͡ʒ ˈmaɪkəl], nom de scène de Georgios Kyriacos Panayiotou, né le 25 juin 1963 à East Finchley (Grand Londres) et mort le 25 décembre 2016 à Goring-on-Thames (Oxfordshire), est un auteur-compositeur-interprète et producteur britannique.
Georgios Panayiotou grandit dans la grande banlieue londonienne avec son père chypriote grec, sa mère anglaise et ses deux sœurs. Très tôt, la musique le passionne. En 1979, avec ses camarades de classe Andrew Ridgeley et David Austin, il fonde un groupe de ska appelé The Executive. Même s'ils ne rencontrent pas de succès, les trois amis veulent continuer à faire de la musique. En 1982, Panayiotou et Ridgeley présentent leurs compositions au label Innervision Records, qui engage les deux jeunes gens. Leur groupe, appelé Wham!, sort son premier album en 1983. Georgios Panayiotou devient alors George Michael.
Wham! connaît rapidement un succès international avec les chansons Wake Me Up Before You Go-Go, Freedom, Everything She Wants et Last Christmas. En 1985, Wham! est le premier groupe occidental à se produire en Chine communiste. Mais George Michael participe de plus en plus à des projets en solitaire et publie deux singles sous son nom : Careless Whisper, coécrit avec Andrew Ridgeley, et A Different Corner. En 1986, après un concert d'adieu au stade de Wembley, Wham! se sépare.
L'année suivante, le duo I Knew You Were Waiting (For Me) avec Aretha Franklin marque le début de la carrière solo de George Michael. Avec l'album Faith, il devient rapidement une star internationale. Influencés par la musique dance et rock de Prince, les singles I Want Your Sex, Faith, Father Figure, One More Try et Monkey se classent en bonne position dans les hit-parades. L'album Faith remporte même le Grammy Award de l'album de l'année 1988.
Dans les années 1990, George Michael souhaite prendre de la distance avec son succès et sa célébrité. Il ne fait aucune promotion pour son nouvel album Listen Without Prejudice, Vol. 1 et n'apparaît pas dans les clips de ses singles Praying for Time et Freedom! '90. Les relations avec sa maison de disque Sony sont tendues, jusqu'à aboutir à un procès entre 1992 et 1995. L'artiste s'engage de plus en plus dans des causes caritatives. En 1992, sa remarquable reprise de Somebody to Love de Queen lors du concert hommage à Freddie Mercury est en quelque sorte le symbole de son engagement contre le sida. La maladie et la mort hantent d'ailleurs George Michael au cours de cette période. En 1993, son compagnon Anselmo Feleppa meurt d'une hémorragie cérébrale liée au sida et le chanteur lui dédie trois ans plus tard son album Older. En 1997, c'est sa mère qui décède d'un cancer. George Michael cesse alors d'écrire de la musique.
Il fait un retour médiatique involontaire en 1998, lorsqu'il est arrêté dans un parc pour « atteinte à la pudeur ». Cet incident le conduit à déclarer publiquement son homosexualité. Viennent alors la chanson Outside célébrant les joies de l'amour en plein air, une compilation démontrant la popularité de l'artiste auprès du public puis, l'année suivante, l'album de reprises jazz Songs from the Last Century qui est un échec critique.
George Michael ne sort plus de chansons jusqu'en 2002, date à laquelle Freeek! et Shoot the Dog sont commercialisées. Ces deux morceaux parlent de la société occidentale. Dans le premier, il dénonce le flux des images pornographiques et dans le second, il condamne avec un clip satirique les manœuvres militaires et politiques de George W. Bush et Tony Blair. En 2004 paraît Patience, un album engagé mais aussi très intime, avec les titres John and Elvis Are Dead, My Mother Had a Brother ou Round Here. Entre 2006 et 2008, l'artiste confirme définitivement son succès auprès du public avec la grande tournée 25 Live.
Au début des années 2010, George Michael parvient difficilement à se consacrer à sa musique. Arrêté par la police anglaise pour consommation de drogue, il réussit ensuite à entamer une tournée avec un orchestre symphonique (qui passera par l'opéra Garnier en 2012, les bénéfices de ce concert étant reversés à l'association française Sidaction) mais sa santé ne lui permet pas de la mener à son terme. Deux ans plus tard vient son album Symphonica, réunissant des titres chantés pendant cette série de spectacles. Alors qu'il travaille sur un nouvel album, il est retrouvé mort le 25 décembre 2016 dans sa maison de Goring-on-Thames, un village situé dans le comté de l'Oxfordshire.
Au cours de sa carrière, George Michael a vendu environ 100 millions de disques (plus de 115 millions selon Sony Music),,. Il a remporté deux Grammy Awards, six Ivor Novello Awards, trois American Music Awards et trois Brit Awards.

## Biographie

### Premières expériences musicales
Dans les années 1950, un Chypriote nommé Kyriacos Panayiotou émigre en Grande-Bretagne et s'y fait appeler Jack Panos. Il obtient un travail de serveur dans un restaurant en Angleterre, puis crée sa propre entreprise de restauration. Il se marie avec une danseuse anglaise du nom de Lesley Angold Harrison. Le couple a trois enfants : Yioda, Melanie et Georgios. Ce dernier naît le 25 juin 1963 à East Finchley, un quartier du district londonien de Barnet. En 1974, la famille Panayiotou déménage dans le Hertfordshire et le jeune Georgios entre à l'école Bushey Meads de Bushey l'année suivante. Il y rencontre Andrew Ridgeley qui devient son ami et le surnomme « Yog ». Les deux adolescents fréquentent les discothèques londoniennes et, avec leur ami David Mortimer – plus tard connu sous le nom de David Austin –, reprennent des titres des Beatles, de David Bowie ou d'Elton John dans le métro de Londres.
À l'issue de leur scolarité, Panayiotou, Ridgeley et Mortimer décident de fonder leur groupe de musique. Pendant l'été 1979, les trois amis créent The Executive, accompagnés de Paul Ridgeley, le frère d'Andrew, et d'Andrew Leaver. Inspirés par le ska de formations britanniques comme The Specials ou Madness, ils enregistrent quelques maquettes, notamment un morceau composé par Panayiotou et Mortimer intitulé Rude Boy. The Executive les présente à plusieurs responsables de maisons de disques londoniennes, mais elles sont refusées. Au même moment, Leaver meurt d'un cancer à vingt ans seulement et Mortimer quitte temporairement l'Angleterre. En 1980, l'expérience de The Executive est alors terminée mais Panayiotou et Andrew Ridgeley veulent continuer à travailler dans la musique.

### Wham!

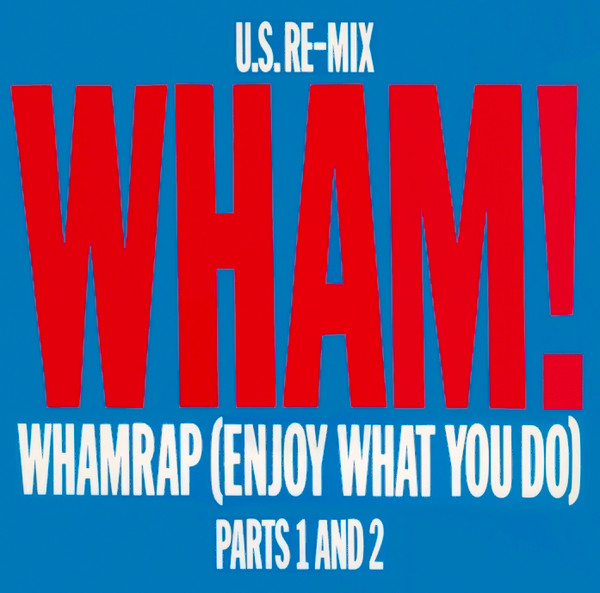
1982 : premier single de Wham!, intitulé Wham Rap! (Enjoy What You Do). Ci-dessus, la pochette de la réédition l'année suivante.

#### Les débuts (1981-1983)
En 1981, George Panayiotou a dix-huit ans. Il travaille comme disc-jockey dans un restaurant, puis comme employé dans un cinéma. Andrew Ridgeley est au chômage. Pendant leur temps libre, tous deux écrivent des chansons. Dans un transport en commun, George Panayiotou imagine un morceau qu'il intitule Careless Whisper,. Des années plus tard, il se rappelle encore comment cette chanson a été écrite : « Je me souviens que je l'ai composée en allant travailler (j'étais DJ au restaurant Bel Air). J'ai toujours écrit dans des autobus, des trains et des voitures. […] Pour Careless Whisper, je me rappelle exactement quand j'en ai eu l'idée et à quel endroit j'ai pensé à la partie de saxo ». Au Bel Air, il teste son titre auprès du public, qui semble bien l'accueillir. Ridgeley et lui constituent alors des maquettes de leurs compositions comme Careless Whisper, ainsi que Wham Rap!, Club Tropicana et Come On. Comme au temps de The Executive, ils les soumettent à des maisons de disques en prenant le nom de « Wham! », le titre d'une de leurs chansons,. Convaincu, Mark Dean, responsable du label indépendant Innervision Records, distribué par CBS Records, offre un contrat au duo qui le signe sans hésiter le 24 mars 1982.
Trois mois plus tard, ils sortent leur premier single Wham Rap! (Enjoy What You Do), qui évoque notamment le chômage des jeunes dans l'Angleterre de Margaret Thatcher,. C'est à cette période que Georgios Panayiotou se rebaptise George Michael. Le jeune artiste se produit dans des discothèques avec Andrew Ridgeley, Shirlie Holliman et Amanda Washburn, plus tard remplacée par Dee C. Lee. En octobre, Wham! publie un deuxième single intitulé Young Guns (Go for It). Grâce à son passage dans l'émission de télévision de BBC One Top of the Pops le 4 novembre 1982, le groupe réussit à placer ce titre à la 3e place en Grande-Bretagne,. Après ce succès, Wham Rap! (Enjoy What You Do) est réédité puis vient un troisième single composé par George Michael, intitulé Bad Boys. Cette chanson se classe no 2 au hit-parade britannique et entre dans son homologue américain. Ridgeley et George Michael apparaissent dans le clip habillés en « mauvais garçons ». Quelques années plus tard, ce dernier déclare qu'« il y avait un côté très blagueur dans [ces] premiers titres ». En juillet 1983 débarque leur quatrième single : Club Tropicana (semblant aborder des sujets plus légers, son clip sera tourné sur les plages d'Ibiza). 400 000 exemplaires sont écoulés, les faisant connaître en France,.
Dans la foulée arrive leur premier album, Fantastic, produit par Steve Brown, Bob Carter et George Michael. Il se hisse au 83e rang du Billboard 200 aux États-Unis mais surtout en tête du UK Albums Chart, qu'il occupe pendant deux semaines,. Don Shewey du magazine Rolling Stone donne un avis contrasté sur l'album ; toutefois, il apprécie le titre Nothing Looks the Same in the Light, qui lui fait penser à un air des Bee Gees et sur lequel George Michael joue de tous les instruments. Après la sortie de leur album pendant l'été 1983, les membres de Wham! entament leur première tournée au Royaume-Uni. Au même moment, la chanteuse et danseuse Dee C. Lee quitte le groupe et Pepsi Demacque la remplace. En avril 1984, CBS Records ne renouvelle pas le contrat de Wham! avec Innervision et les fait signer chez le label Epic. Wham! s'apprête bientôt à confirmer son succès.

#### Le succès (1984-1985)

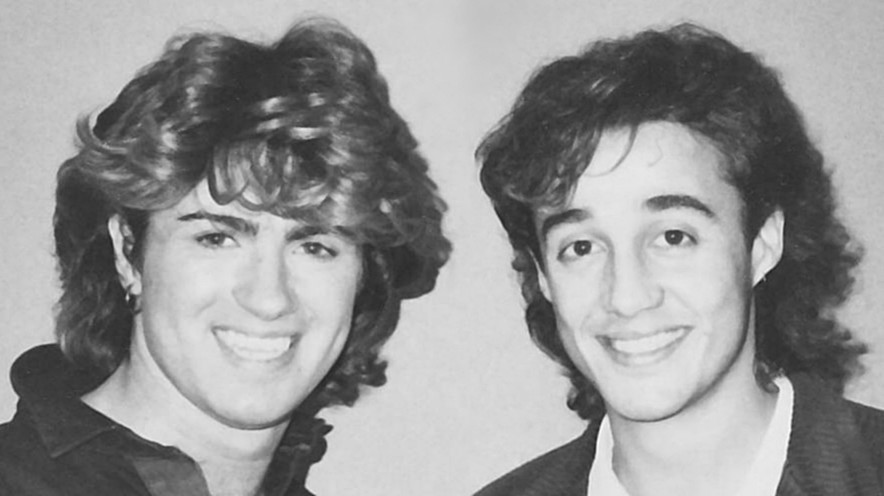
George Michael et Andrew Ridgeley au milieu des années 1980.

En 1984, George Michael écrit une nouvelle chanson qui s'intitule Wake Me Up Before You Go-Go. Au mois de mai, elle sort en single et fait connaître le groupe internationalement. En effet, la chanson se classe en bonne position en Allemagne, au Canada, aux États-Unis, en Norvège ou encore en Australie,,. Au Royaume-Uni, elle est no 1 pendant deux semaines. Les sonorités dance-pop et parfois soul du titre font penser à la musique du label Motown,. George Michael se dit d'ailleurs influencé par la musique soul, en particulier celle de Marvin Gaye. Le clip amplifie la célébrité de Wham! : on y voit ses membres danser sur une scène en shorts fluorescents et tee-shirts blancs sur lesquels figure l'inscription « Choose Life ». En 2016, un journaliste du Monde constate que « dans une Grande-Bretagne, marquée par la noirceur post-punk, Wham! symbolise une jeunesse cherchant à s'échapper dans des danses plus colorées ». Avec Wake Me Up Before You Go-Go, ils tirent leur épingle du jeu et rivalisent avec les autres groupes de pop britanniques de l'époque : Duran Duran, Culture Club et Frankie Goes to Hollywood.
Mais George Michael commence à prendre une certaine indépendance : au cours du printemps 1984, il part à Miami et tourne seul dans le clip de Careless Whisper, chanson qu'il a coécrite avec Ridgeley trois ans auparavant. En juillet 1984, Careless Whisper sort d'ailleurs comme un single de George Michael, et non comme un disque de Wham!,. La ballade se vend à un million d'exemplaires au Royaume-Uni et le 16 mars 1985, le jeune chanteur l'interprète sur le plateau de l'émission française Champs-Élysées, présentée par Michel Drucker. À la même époque, il affirme encore son indépendance en composant et produisant la chanson Turn to Gold pour son ami d'enfance David Mortimer-Austin. Il participe aussi aux chœurs de la chanson The Last Kiss de David Cassidy, mais les membres de Wham! ne sont pas en train de se séparer.
En novembre 1984 paraît en effet le deuxième album, Make It Big (enregistré au studio Miraval dans le Var, en France), et un succès public mondial est au rendez-vous. Pour le promouvoir sortent les singles Freedom puis Everything She Wants, écrits et produits par George Michael. À Noël 1984, Wham! publie la chanson Last Christmas, qui n'est pas présente sur son nouvel album et est un succès commercial,. La même année, George Michael participe déjà à un chant de Noël en intervenant sur la chanson Do They Know It's Christmas? du collectif Band Aid, créé par Bob Geldof afin de récolter des fonds pour combattre la famine en Éthiopie. Avant sa tournée américaine, le duo a l'occasion de jouer en Chine : un concert à Pékin ainsi qu' un autre à Canton en avril 1985 font d'eux le premier groupe occidental à se produire dans la Chine communiste. Le réalisateur Lindsay Anderson les filme dans le pays et en fait un documentaire intitulé Wham! in China: Foreign Skies. La même année, ils prennent part au concert caritatif Live Aid (le 13 juillet à Londres), y interprétant Don't Let the Sun Go Down on Me aux côtés d'Elton John. En janvier 1985, George Michael travaillait déjà avec lui en dehors de Wham!, participant aux chœurs des chansons Nikita et Wrap Her Up pour l'album Ice on Fire. Toutes ces collaborations artistiques en solitaire annoncent une séparation imminente.

#### La séparation (1985-1986)

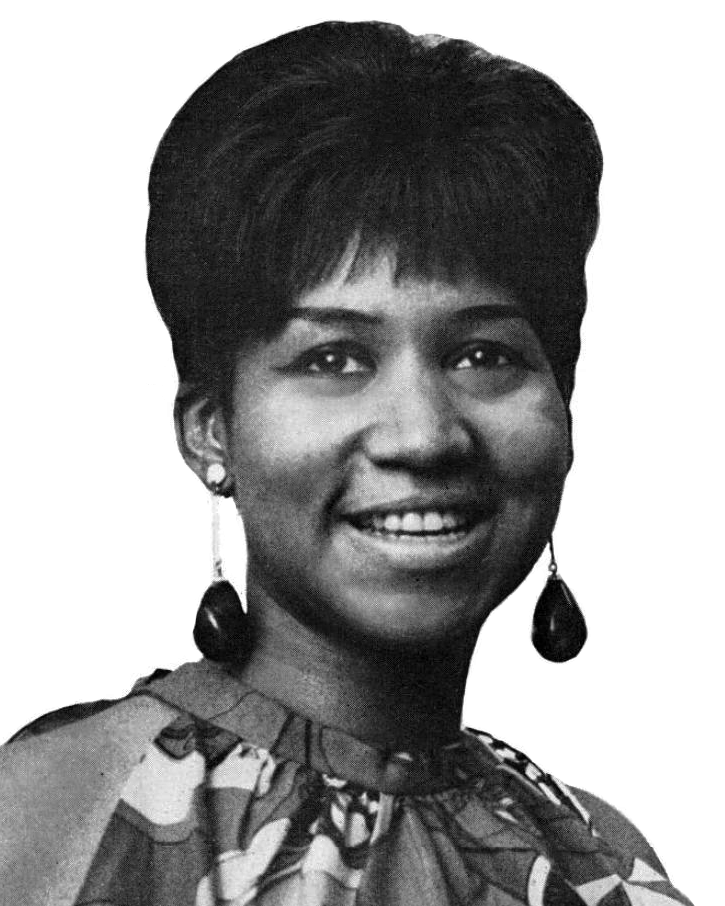
En chantant I Knew You Were Waiting (For Me) avec Aretha Franklin (ci-dessus), George Michael propulse sa carrière solo.

L'année 1985 est fructueuse pour Wham! qui décroche le prix du meilleur groupe britannique aux Brit Awards. George Michael, qui remporte le prix Ivor Novello du meilleur compositeur cette année-là, souhaite toutefois véritablement faire cavalier seul,: « Je ne veux pas que Wham! devienne un mensonge », déclare-t-il alors. En novembre, alors que sort le single I'm Your Man (no 1 au Royaume-Uni), la décision de se séparer tombe finalement,. Un concert d'adieu et un ultime album sont cependant en préparation. George Michael se veut perfectionniste : « Je voulais bien terminer […]. J'en arrivais à la conclusion que la meilleure preuve à donner au public était un très bon disque et un excellent concert ». Entre-temps, il publie en mars 1986 un deuxième single en solitaire : A Different Corner. Cette chanson, beaucoup plus épurée que Careless Whisper, se classe trois semaines au sommet du hit-parade britannique.
En juin 1986, Wham! sort au Royaume-Uni The Final, album rassemblant des inédits comme The Edge of Heaven avec d'anciens singles. Un mois plus tard, il paraît outre-Atlantique sous le titre Music from the Edge of Heaven, ne contenant cette fois que de nouveaux morceaux. Dans sa critique, David Fricke de Rolling Stone écrit que « George Michael est définitivement prêt à devenir le nouvel Elton John des années 1980, ». Le 28 juin 1986, George Michael, Andrew Ridgeley, Shirlie Holliman et Pepsi Demacque sont réunis sur scène pour la dernière fois au stade de Wembley, à Londres, devant 72 000 spectateurs,. Elton John et Simon Le Bon s'y produisent avec eux. Après cette apothéose, Ridgeley se lance dans la compétition automobile tandis que Pepsi et Shirlie forment un duo, remportant un succès avec la chanson Heartache,. En janvier 1987, George Michael s'affirme désormais comme un chanteur à part entière en interprétant I Knew You Were Waiting (For Me) avec Aretha Franklin. Ce titre est no 1 au Royaume-Uni ainsi qu' aux États-Unis et vaut au duo un Grammy Award pour sa performance,. La carrière solo de l'artiste est lancée.

### Faith: le succès international de George Michael (1987-1989)

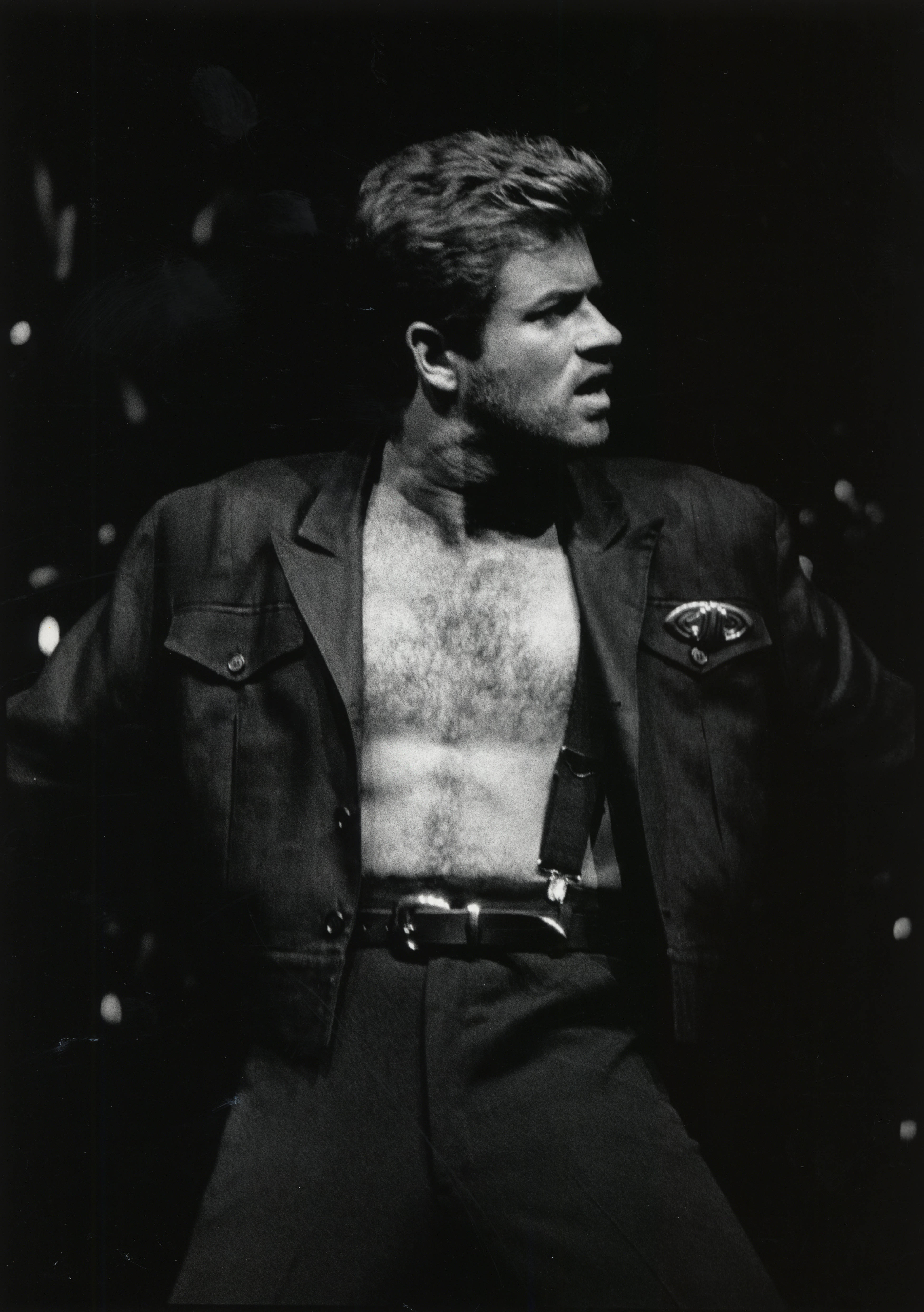
En concert à Houston (États-Unis) en 1988, pendant le Faith World Tour.

Dès 1987, George Michael prépare un projet ambitieux, voulant s'offrir une plus grande crédibilité artistique et en finir avec son image de « minet sans cervelle » que certains journaux lui attribuent depuis Wham!. En juin, il publie un single intitulé I Want Your Sex et gagne en notoriété,. Très explicites, presque provocatrices, ses paroles n'invitent cependant pas à la débauche. Au contraire, la chanson prône la monogamie et la fidélité en amour,, ressemblant sur ce point à Kiss de Prince ou à Sexual Healing de Marvin Gaye. Elle se fait surtout remarquer pour son clip suggestif, où le chanteur apparaît notamment dans un lit avec Kathy Jeung, sa petite amie de l'époque,,. Au Royaume-Uni, il est censuré par la BBC, tandis qu'aux États-Unis, MTV n'en diffuse qu'une partie. La même année, le réalisateur Tony Scott n'hésite pourtant pas à ajouter I Want Your Sex dans une scène du Flic de Beverly Hills 2. Classé troisième dans le hit-parade britannique et même deuxième aux États-Unis,, ce tube permet à George Michael de s'imposer dans le monde musical.
En juillet, Boogie Box High (projet d'Andros Giogeou, cousin de George), publie Jive Talking, une reprise des Bee Gees, dont les parties vocales sont assurées par George Michael. Le titre se classe septième au UK Singles Chart.
Le 30 octobre 1987 sort son premier album : Faith,. Il l'a entièrement composé, hormis Look at Your Hands, coécrit avec son ami David Austin. À travers des titres parlant majoritairement d'amour, il explore différents genres musicaux. En effet, Faith est un morceau rock, Kissing a Fool une ballade jazz, Hard Day du synthpop influencé par Sign o' the Times de Prince, Father Figure contient des airs orientaux et la mélodie de One More Try s'avère proche du gospel,. Au Royaume-Uni et en France, tous les singles entrent dans le hit-parade, ce qui contribue au succès du disque,. Aux États-Unis, Faith, Father Figure, One More Try et Monkey se classent no 1 aux côtés de chansons signées Michael Jackson et Madonna. Depuis sa sortie, Faith s'est vendu à 25 millions d'exemplaires,. En 2012, le magazine Rolling Stone le range à la 472e place des 500 meilleurs albums de tous les temps. Il a définitivement fait de George Michael une star internationale.
En 1988, le chanteur accroît sa célébrité en entamant une tournée mondiale intitulée Faith World Tour. Il donne ses premiers concerts en février au Japon et se produit une dernière fois en juillet 1989 en Espagne. La star anglaise passe aussi dans des salles françaises, à Paris et à Montpellier. Le 11 juin 1988, il participe également à un grand concert donné à Londres à l'occasion des 70 ans de Nelson Mandela, reprenant sur scène Village Ghetto Land de Stevie Wonder, If You Were My Woman de Gladys Knight et Sexual Healing de Marvin Gaye. La fin de l'année le voit annuler une partie de sa tournée à cause d'un kyste à la gorge. Cela ne l'empêche pas d'être récompensé par plusieurs prix en 1989. Tout d'abord, George Michael reçoit de nouveau le prix Ivor Novello du meilleur compositeur et Faith le prix de la chanson internationale de l'année 1988. Il est ensuite honoré du MTV Video Vanguard Award pour tous les clips des singles de Faith. Trois American Music Awards lui sont également attribués, dont ceux du meilleur artiste masculin pop rock et du meilleur artiste masculin soul et R&B. Aux Grammy Awards, Faith est élu meilleur album de l'année 1988. Certains artistes noirs comme Gladys Knight ou le groupe Public Enemy pensent qu'il est injuste qu'un chanteur blanc gagne à la place de Bobby Brown ou de Michael Jackson,. Néanmoins, George Michael a réussi à s'imposer comme un artiste populaire et international.

### Un artiste en quête de liberté (1990-1995)

#### Listen Without Prejudice, Vol. 1: un album émancipateur
George Michael ne se contente pas du succès de Faith. Dès le début de l'année 1990, il se remet au travail et compose de nouvelles chansons. Un album en deux volumes est alors envisagé. Listen Without Prejudice, Volume 1 sort en septembre 1990 sous le label Epic. George Michael explique le choix de ce titre par le fait que la musique, de façon générale, doit s'écouter sans préjugé racial,. Il ne souhaite faire aucune promotion et veut laisser de côté son statut de star pour n'être reconnu que pour sa musique,. Cependant, il accepte de donner quelques interviews, notamment à Melvyn Bragg, qui réalise un documentaire sur lui avec Alan Benson pour BBC et CBS. À la même période, George Michael coécrit son autobiographie avec Tony Parsons, qui s'intitule Bare,. Mais il ne veut pas complètement jouer avec sa célébrité. Il n'apparaît pas sur la pochette de son nouvel album Listen Without Prejudice, Vol. 1, illustré par la photographie Crowd at Coney Island prise par Weegee en 1940,. George Michael ne se met pas non plus en scène dans les clips de ses singles Praying for Time et Freedom! '90, réalisé par David Fincher et qui rassemble les mannequins Linda Evangelista, Naomi Campbell, Christy Turlington, Cindy Crawford et Tatjana Patitz,. Par ailleurs, les chansons de Listen Without Prejudice, Vol. 1 sont différentes, parfois plus engagées, que celles de l'album Faith. Praying for Time est une chanson sobre sur l'indifférence face à la misère, qui peut rappeler certaines ballades de John Lennon,. Elle se classe no 1 au hit-parade américain. Mother's Pride évoque le départ d'un enfant à la guerre. Cowboys and Angels est un morceau jazz, accompagné par le saxophoniste britannique Andy Hamilton. George Michael reprend également, avec une certaine gravité dans sa voix, They Won't Go When I Go de Stevie Wonder. Listen Without Prejudice, Vol. 1 contient aussi des titres à la guitare, presque folk, comme Something to Save, Waiting for That Day, Heal the Pain et Waiting (Reprise). Enfin, avec Freedom! '90 et Soul Free, il signe deux chansons soul. James Hunter de Rolling Stone pense que dans les paroles de la chanson Freedom! '90, George Michael se montre « prêt à échanger à tout prix ses lunettes de soleil d'idole de la pop pour une reconnaissance dans le rock & roll, ». En effet, il veut rompre avec son image de star et être libre,. Frank Sinatra lui écrit alors une lettre ouverte dans le Los Angeles Times, l'invitant à ne pas gâcher son talent en refusant la célébrité.
Mais George Michael exerce pleinement sa liberté sur scène, pendant sa tournée intitulée Cover to Cover, où il interprète très peu de titres de son nouvel album. Pendant les concerts qu'il donne dans le monde en 1991, il reprend notamment Fame de David Bowie, Back to Life (However Do You Want Me) de Soul II Soul, Ain't No Stoppin' Us Now de McFadden & Whitehead et fait un pot-pourri de Killer d'Adamski et Seal avec Papa Was a Rollin' Stone des Temptations,. Le 23 mars 1991, Elton John le rejoint sur la scène de la Wembley Arena, à Londres, pour interpréter avec lui Don't Let the Sun Go Down on Me, un titre qu'ils avaient déjà repris en 1985,. La chanson sort en single en 1991 et se classe première dans de nombreux pays. Tous deux offrent un demi-million de dollars de recettes à la recherche contre le sida,. Pendant la tournée Cover to Cover, George Michael reprend un autre titre d'Elton John intitulé Tonight (enregistré pour l'album Two Rooms: Celebrating the Songs of Elton John & Bernie Taupin rendant hommage à Elton John et à son compositeur Bernie Taupin) mais également des tubes de Wham!. Les 25 et 27 janvier 1991, au festival Rock in Rio au Brésil, il invite Andrew Ridgeley sur scène pour chanter avec lui I'm Your Man,, après l'avoir aidé pour son come-back musical un an plus tôt, participant aux chœurs de Red Dress sur l'album de son ami, Son of Albert,. En février 1991, Listen Without Prejudice, Vol. 1 gagne le prix du meilleur album britannique aux Brit Awards. Même s'il se hisse à la première place du hit-parade britannique et à la deuxième du Billboard 200 aux États-Unis, Listen Without Prejudice, Vol. 1 n'obtient pas le même succès commercial que Faith,, (huit millions d'exemplaires vendus, soit trois fois moins que son prédécesseur). Dès lors, les relations entre le chanteur et sa maison de disque CBS Records se détériorent,.

#### George Michael contre Sony: un artiste face à l'industrie musicale
Le conflit entre les deux parties s'amplifie quand CBS Records est racheté par la compagnie japonaise Sony en 1988, devenant Sony Music Entertainment en 1991. En effet, déçu par la façon dont SME gère sa carrière et ses droits d'auteur, le chanteur souhaite mettre fin à son contrat, mais Sony a l'intention de l'obliger à honorer le contrat signé en 1982. La firme nipponne l'accuse également d'être responsable des faibles ventes de Listen Without Prejudice, Vol. 1 via son refus d'en assurer la promotion. Le 30 octobre 1992, George Michael assigne SME devant la Haute Cour de justice de Londres. En juin 1994, le juge Jonathan Parker ne considère pas le contrat défavorable au chanteur et donne raison à Sony,. En août 1994, George Michael et son avocat Tony Russell font appel du jugement. Mais, entre 1994 et 1995, la procédure judiciaire s'arrête : les adversaires ont trouvé un accord,. Le chanteur signe un contrat américain chez DreamWorks, récemment créé par David Geffen, Jeffrey Katzenberg et Steven Spielberg, et un contrat pour les autres pays avec Virgin Records,. Néanmoins, SME conserve un pourcentage sur les ventes de ses prochains albums et lui réclame la sortie d'une compilation des anciennes chansons sur lesquelles la compagnie possède encore les droits,. Entre 1995 et 1996, Prince est lui aussi en désaccord avec sa maison de disque Warner Bros. Records et se considère comme « esclave » des majors,.

#### L'engagement contre le sida

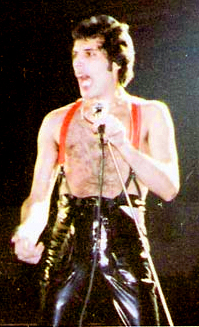
En 1992, George Michael reprend Somebody to Love avec Queen lors d'un concert en hommage à Freddie Mercury (ci-dessus), mort du sida.

Pendant cette période de procès avec Sony, entre 1992 et 1995, George Michael ne trouve plus l'énergie pour poursuivre l'écriture du deuxième volume de Listen Without Prejudice, qui n'existera jamais,,, mais il participe à plusieurs projets musicaux et caritatifs. Le 24 novembre 1991, Freddie Mercury meurt du sida. Le 20 avril 1992, les membres de son groupe Queen organisent un concert à sa mémoire et invitent plusieurs artistes, dont George Michael. Devant les 72 000 spectateurs du stade de Wembley, il reprend avec Brian May, Roger Taylor et John Deacon trois chansons de Mercury : '39, These Are the Days of Our Lives accompagnés de Lisa Stansfield et Somebody to Love. Leur interprétation de ces deux dernières figure l'année suivante sur un EP intitulé Five Live, contenant également trois autres performances de George Michael, enregistrées pendant sa tournée Cover to Cover : Killer, Papa Was a Rollin' Stone et Calling You de Jevetta Steele. Les bénéfices de ce disque (trois semaines no 1 au hit-parade britannique) sont reversés à la fondation Mercury Phoenix Trust, qui aide les victimes du sida.
En 1992, George Michael participe à un autre projet caritatif, celui de la Red Hot Organization qui lutte contre le sida à travers la musique. L'organisation fait appel à lui pour participer à un album dance intitulé Red Hot + Dance. Trois de ses morceaux, aux sonorités funk voire electro, sont inclus dans cet album : Too Funky, Do You Really Want to Know et Happy. Le premier sort en single, avec Crazyman Dance en face B, et se classe quatrième au Royaume-Uni en avril et dixième aux États-Unis en août,. Le styliste Thierry Mugler réalise le clip de Too Funky et met en scène les mannequins et actrices Linda Evangelista, Shana Zadrick, Eva Herzigova, Nadja Auermann, Emma Sjöberg, Estelle Lefébure, Tyra Banks et Rossy de Palma. Si cette vidéo évoque celle de Freedom! '90, Mugler « a voulu montrer [avec Too Funky] l'opposition entre le paradis des podiums et l'enfer des coulisses », écrit le journaliste Anthony Vincent en 2015. George Michael y apparaît furtivement dans le rôle d'un cameraman. En 1996, il collabore de nouveau avec la Red Hot Organization pour l'album Red Hot + Rio, dont les bénéfices sont reversés aux victimes du sida en Amérique latine. Cette fois, il enregistre le titre Desafinado avec la chanteuse brésilienne Astrud Gilberto.
George Michael s'implique beaucoup dans la lutte contre le sida, participant notamment à de nombreux concerts caritatifs. En octobre 1992, il intervient sur la scène du Madison Square Garden, à New York, pour The Elizabeth Taylor AIDS Foundation. L'année suivante, il fait partie des organisateurs du Concert of Hope pour la journée mondiale de lutte contre le sida, à Londres. Enfin, en 1995, George Michael et Elton John reprennent Don't Let the Sun Go Down on Me pour le concert de charité Commitment to Life à Los Angeles.

### Une période difficile (1996-2000)

#### Older: un artiste en pleine maturité
Pendant sa tournée à Rio en 1991, George Michael rencontre le Brésilien Anselmo Feleppa qui devient son compagnon. Celui-ci meurt des complications du sida le 26 mars 1993. Un an plus tard, George Michael compose une nouvelle chanson directement inspirée par le deuil de son ami : elle s'intitule Jesus to a Child. Les paroles évoquent la perte d'un être aimé, aussi attentionné que le Christ avec les enfants (une référence issue des Évangiles). Bien avant sa sortie en single, George Michael l'interprète pour la première fois le 24 novembre 1994, lors de la première édition des MTV Europe Music Awards à la porte de Brandebourg de Berlin,. Jesus to a Child ne sort en single qu'en janvier 1996, le temps que George Michael signe un nouveau contrat chez Virgin et DreamWorks. Le single atteint la première place du hit-parade britannique, se hisse à la septième de son homologue américain et s'écoule à plus de 100 000 exemplaires en France,. Une partie des bénéfices de Jesus to a Child est reversée à Childline, un centre d'écoute aidant les adolescents du Royaume-Uni.
En mai 1996 vient l'heure du troisième album. Intitulé Older, qui signifie « plus vieux », « plus âgé », il marque une étape de maturité artistique et individuelle pour l'Anglais, qui le dédie à deux Brésiliens : Anselmo Feleppa et Antônio Carlos Jobim. Le premier a inspiré les paroles mélancoliques de Jesus to a Child et de You Have Been Loved. Le second, chanteur de bossa nova mort un an après Feleppa, a pu influencer la tonalité jazz de l'album Older. En effet, la plupart des chansons de ce disque comme Older, Spinning the Wheel, To Be Forgiven et Move On sont des morceaux jazz sophistiqués. The Strangest Thing est un morceau plus électronique, devenu presque house à la suite d'un remix en 1997. Fastlove et Star People sont deux chansons soul et R&B. Fastlove contient d'ailleurs un sample de Forget Me Nots de Patrice Rushen. George Michael joue de plusieurs instruments sur son album, dont il signe lui-même les arrangements. Toutes les chansons sont écrites par George Michael, hormis Spinning the Wheel, coécrite avec Jon Douglas, et You Have Been Loved, avec David Austin. Older est coproduit par Ægean, une société de production créée par George Michael avec son ami d'enfance Andros Georgiou. En 1987, George Michael collabore déjà avec son ami en reprenant Jive Talkin' des Bee Gees pour son projet de groupe Boogie Box High. Dix ans plus tard, il produit la ballade Waltz Away Dreaming de Toby Bourke sous son label Ægean et chante en duo avec lui sur ce titre. En 1996, il produit et enregistre plusieurs chansons pour les faces B des singles de Older. « Sur le plan artistique, maintenant, je produis davantage ; je vais m'occuper des faces B et sortir tous les EP possibles des prochains singles d'Older pour que le public ait constamment de nouvelles chansons », déclare-t-il. Ainsi, en face B de The Spinning the Wheel E.P. on trouve les titres You Know That I Want To, Safe ainsi qu'un remix de Spinning the Wheel, et sur celle du single Older, une reprise de I Can't Make You Love Me de Bonnie Raitt,. À la fin de l'année 1997 paraît une édition limitée de Older intitulée Older & Upper, incluant les faces B de The Spinning The Wheel E.P. ainsi que des nouvelles versions de Star People et The Strangest Thing plus une deuxième partie de Fastlove.
Même s'il se consacre totalement à l'enregistrement et à la production de sa musique, George Michael accepte de donner quelques interviews, dont une au journaliste français Éric Jean-Jean ou une autre moins conventionnelle au magazine The Big Issue, vendu dans la rue par des sans-abri. En 1996, l'album Older s'arrache à plus de 6 millions d'exemplaires. La même année, aux MTV Europe Music Awards, George Michael interprète Star People et remporte le prix du meilleur chanteur masculin, avant de gagner en 1997 le prix Ivor Novello du meilleur compositeur pour la troisième fois. Pour promouvoir Older, il se produit le 8 octobre 1996 dans la Broadcasting House de BBC Radio 1. Trois jours plus tard, il réorchestre les titres de son nouvel album, ainsi que d'anciennes chansons, à l'occasion d'un concert acoustique enregistré au 3 Mills Studios de Londres pour l'émission MTV Unplugged. Certains titres chantés pendant ce concert sont insérés dans The You Have Been Loved E.P. et dans le single de Star People '97,. Sa mère, Lesley, est présente dans l'assistance pendant l'enregistrement de cette émission. Mais peu de temps après, en février 1997, elle meurt d'un cancer de la peau. George Michael sombre alors dans une dépression et arrête la promotion de son album. À la même période, il ne vient pas recevoir le Brit Award du meilleur chanteur britannique des mains d'Elton John. Le 31 août, il est à nouveau endeuillé par la mort de Diana Spencer, dont il était proche. Le chanteur est présent lors de ses funérailles à l'abbaye de Westminster, aux côtés d'Elton John. Alors que George Michael essaye de se libérer par la création musicale, il se renferme sur lui-même à la suite de ces deux décès.

#### «Let's go outside»: son homosexualité au grand jour

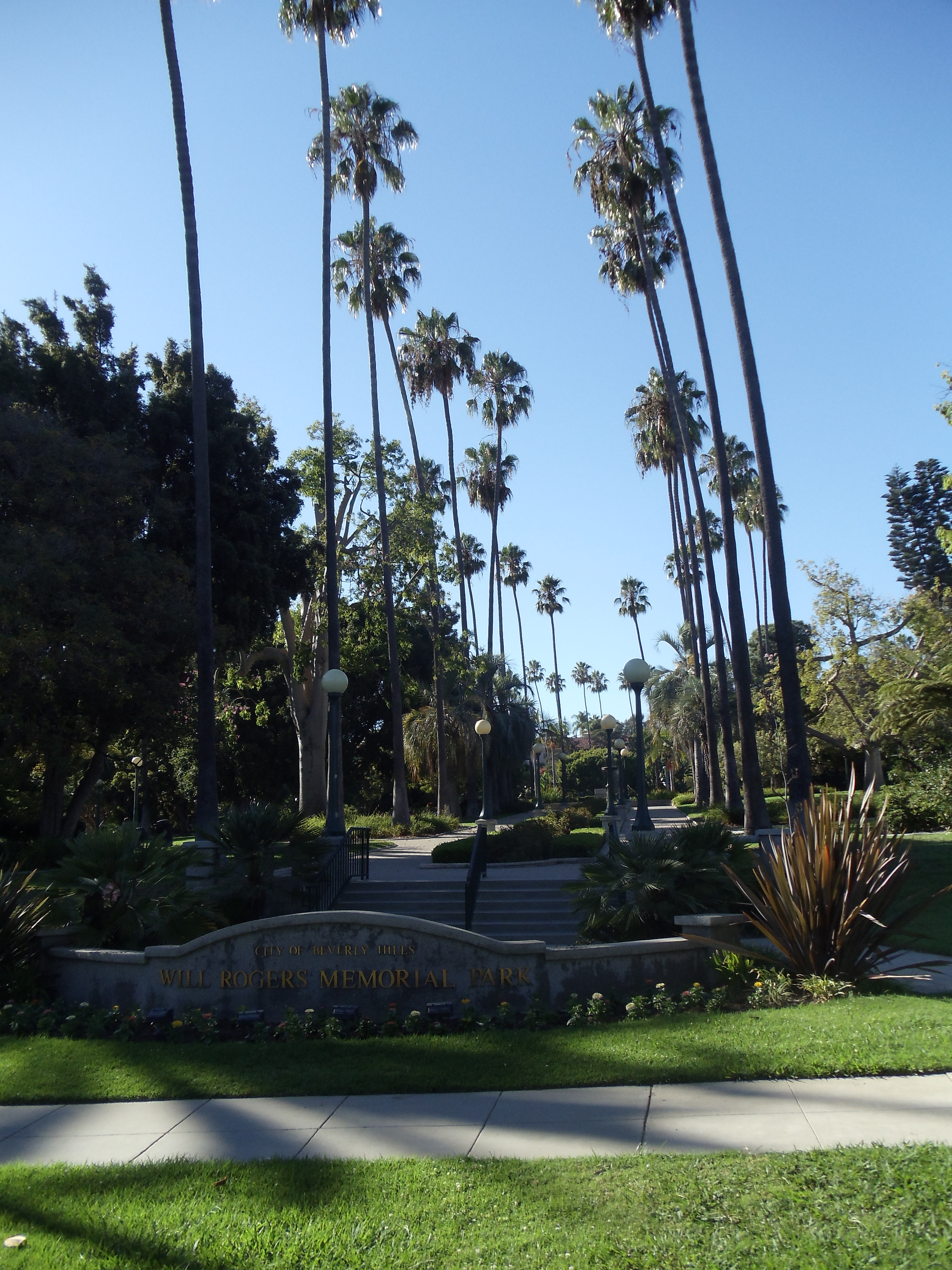
Le Will Rogers Memorial Park de Beverly Hills, où George Michael est arrêté en 1998 pour atteinte à la pudeur. Dans la chanson Outside, il évoque avec humour cet épisode et révèle officiellement son homosexualité.

En 1996, George Michael dédiait son album Older à Anselmo Feleppa, considérant alors avoir publiquement révélé son homosexualité, sans passer par la presse : « Lorsque j'ai écrit et dédié cet album pour [Anselmo], je pensais avoir annoncé mon coming out à mes fans, et je ne faisais pas attention aux gens qui n'étaient pas intéressés par ma musique »,. Si à la mort de Feleppa, il avait également annoncé son homosexualité à ses parents, le chanteur est en 1998 contraint de dévoiler officiellement son orientation sexuelle. En effet, le 7 avril, George Michael fait du cottaging dans le Will Rogers Memorial Park de Beverly Hills, en Californie : ce mot argotique anglais signifie qu'il cherche à avoir une relation homosexuelle dans les toilettes publiques du parc. Mais le même jour, l'officier de police Marcelo Rodriguez et son coéquipier patrouillent en civil dans le parc pour intercepter ces actes d'exhibitionnisme, dont certaines personnes se sont plaintes,. Rodriguez prend George Michael sur le fait et l'arrête pour atteinte à la pudeur dans un lieu public. Il est libéré le soir même, après paiement d'une amende de 500 dollars, mais soumis à une peine de 80 heures de travaux d'intérêt général,.
En décembre 1998, dans le talk show britannique de Michael Parkinson, George Michael revient sur ses agissements et explique qu'« [il] n'étai[t] pas dans le meilleur état d'esprit » et que « c'était irresponsable de faire ça ». La presse internationale relaie cet événement et le contraint à un outing public ; autrement dit, le chanteur déclare publiquement qu'il est homosexuel, alors qu'il n'avait pas l'intention de l'annoncer dans la presse. « Je ne sais pas si je l'aurais un jour dévoilé aux journalistes », déclare-t-il,. Quelques années plus tard, Elton John remarque, avec ironie, qu'« une pissotière n’est pas le meilleur endroit pour faire son coming out ». Mais cette expérience a finalement libéré George Michael, qui n'a pas toujours été sûr de sa sexualité pendant sa jeunesse. « Grâce à ma mésaventure, je me suis rendu compte que, au fond, ma différence était ma principale qualité », expliquera-t-il plus tard au magazine français Télérama.
À la fin de l'année 1998, il compose une chanson sur son exhibition et sur son arrestation, intitulée Outside. Ce morceau funk est surtout une invitation à vivre son amour librement et en plein jour. Dans le clip, George Michael parodie son arrestation par la police : on y voit des toilettes se transformer en piste de disco et le chanteur danser en tenue de policier. En 1999 et 2002, il sera d'ailleurs poursuivi en justice pour diffamation par Marcelo Rodriguez, l'officier de police qui l'avait arrêté, mais la United States District Court de Californie déboutera à chaque fois sa demande.

#### Succès commerciaux et échec critique deSongs from the Last Century
Avec Outside (no 2 au Royaume-Uni), George Michael renoue avec le succès,. En 1998, la sortie de la compilation Ladies & Gentlemen: The Best of George Michael confirme définitivement sa popularité. En effet, ce double album, dédié entièrement à sa mère, se vend à 9 millions d'exemplaires dans le monde. Il reste huit semaines en tête du hit-parade britannique. Distribuée par Sony Music, qui possède encore les droits sur les anciennes chansons de l'artiste, la compilation rassemble des succès et des titres moins connus comme A Moment with You et Fantasy, face B du single Freedom! '90. George Michael inclut également une reprise de As de Stevie Wonder, en duo avec Mary J. Blige. Sortie en single en 1999, celle-ci se classe 27e en France. Ce n'est pas la première chanson de Stevie Wonder que George Michael reprend. En mai 1985, le chanteur anglais chante en duo avec lui Love's in Need of Love Today sur la scène de l'Apollo Theater de New York,. Douze ans plus tard, ils réitèrent l'expérience à Los Angeles, interprétant Living for the City. Enfin, en 1991, une version de I Believe (When I Fall in Love It Will Be Forever) est incluse sur la face B de Don't Let the Sun Go Down on Me.
Peu avant Noël 1999 sort Songs from the Last Century. Ce quatrième album (qu'il produit avec Phil Ramone pour le label Virgin) revisite façon jazz des chansons des années 1930 et 1940 comme Brother, Can You Spare a Dime?, You've Changed, My Baby Just Cares for Me, I Remember You, Secret Love, Wild Is the Wind, Where or When ou It's All Right with Me, et d'autres plus récentes comme The First Time Ever I Saw Your Face, Roxanne ou Miss Sarajevo. Aucun single n'en est extrait. Toutefois, un clip presque documentaire est tourné dans le Red Light District d'Amsterdam pour la reprise de Roxanne, dont les paroles traitent de la prostitution. Songs from the Last Century reçoit un mauvais accueil critique. Par exemple, Nigel Packer de BBC, bien que soulignant les qualités vocales de George Michael, écrit que « dans l'ensemble, le résultat est plus anesthésique que swing, ». Songs from the Last Century atteint la deuxième place au Royaume-Uni et est le seul album de George Michael à ne pas avoir atteint la première place. L'album ne dépasse pas la 157e place du Billboard 200 aux États-Unis.
En marge de cet album, George Michael participe à plusieurs concerts entre 1999 et 2000. En avril 1999, il rend hommage à Linda McCartney (décédée un an plus tôt d'un cancer du sein) pendant un concert organisé par son mari Paul. « Ma mère a perdu le même combat […] que Linda », déclare-t-il sur scène,. En octobre, il prend part au concert de charité NetAid à Wembley, interprétant une chanson de chacun de ses albums : Fastlove, Brother, Can You Spare a Dime?, Father Figure et Freedom! '90. George Michael n'a pas souhaité que la BBC retransmette sa performance en raison de problèmes techniques pendant le concert. La même année, il se produit également au Royal Albert Hall de Londres pour l'association caritative LGBT Stonewall. L'an 2000 est placé sous le signe des duos : le 29 avril, George Michael rejoint tout d'abord plusieurs artistes au Robert F. Kennedy Memorial Stadium de Washington pour le concert Equality Rocks, sponsorisé par la Human Rights Campaign, luttant notamment contre les crimes de haine homophobes. Il y interprète Freedom! '90 aux côtés de la star américaine du country Garth Brooks. Le 6 juin, il chante ensuite Don't Let the Sun Go Down on Me avec le ténor italien Luciano Pavarotti à Modène, pour un concert de charité. Enfin, en août, le chanteur enregistre If I Told You That en duo avec Whitney Houston. En 1998, Whitney Houston chante déjà seule cette chanson pour son album My Love Is Your Love, et son duo est à l'origine prévu pour Michael Jackson. Finalement, même si George Michael vit une période difficile, surtout ponctuée de deuils, il poursuit sa carrière musicale et obtient encore du succès auprès du public.

### Patience: un album intime et engagé (2001-2004)

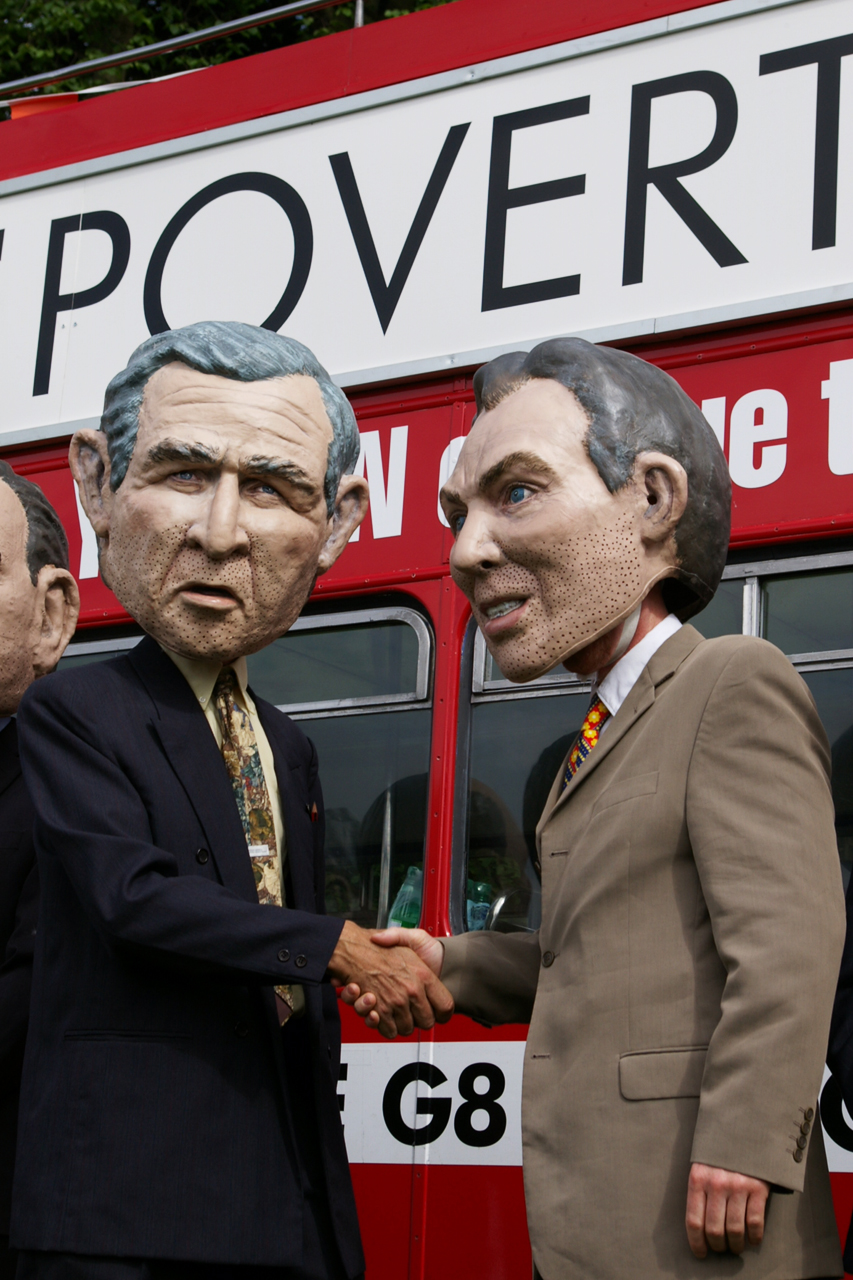
Entre 2002 et 2004, George Michael dénonce en chanson les manœuvres militaires de George W. Bush et Tony Blair en Irak. Ci-dessus, deux activistes de Make Poverty History en 2004, portant les masques des deux dirigeants politiques.

Après un an et demi de silence environ, il revient en mars 2002 avec un nouveau single intitulé Freeek!, sorti sous le label Polydor distribué par Universal Music. Ce morceau electro dénonce la banalisation de la pornographie, que la jeunesse consomme à la télévision et sur internet. « L'idée que les enfants soient mis continuellement en présence d'images de sexe sans âme, ni émotion, me révulse. […] Je refuse la censure mais je suis horrifié par l'absence de responsabilité des adultes, des programmateurs comme des parents, dans cette affaire », indique-t-il à Télérama. Le clip réalisé par Joseph Kahn montre la violence des images dans une société futuriste et apocalyptique. Comme son clip est provocateur, certaines chaînes de télévision le diffusent tard dans la journée ou bien le censurent complètement. Freeek! se classe premier en Espagne, au Portugal, en Italie et au Danemark, mais ne rencontre pas un succès exceptionnel. En face B du single, on trouve The Long and Winding Road, une reprise des Beatles.
En juillet 2002, George Michael sort Shoot the Dog, une chanson beaucoup plus politique évoquant le malaise de la société occidentale, impuissante face à la politique étrangère de George W. Bush au Moyen-Orient. Il s'agit surtout d'une critique du Premier ministre britannique Tony Blair. En effet, George Michael l'accuse d'être la « marionnette » du président américain et de cautionner sa politique étrangère, que le chanteur anglais juge mauvaise. Ainsi, il chante : « Tony, Tony, Tony, I know that your horny, but there's somethin bout that Bush ain't right » (en français : « Tony, Tony, Tony, je sais que tu es en chaleur, mais il y a quelque chose avec ce Bush qui ne tourne pas rond »). Le clip de Shoot the Dog, réalisé par les caricaturistes de l'émission britannique 2DTV, ridiculise Bush et Blair, mais tourne aussi en dérision l'image publique de George Michael. Arrivée 12e dans le hit-parade britannique, la chanson n'est pas commercialisée aux États-Unis.
Mais l'engagement de George Michael ne s'arrête pas là. En 2003, lorsque les États-Unis et le Royaume-Uni déclarent la guerre à l'Irak de Saddam Hussein, le chanteur se sert de la musique pour proclamer publiquement son désaccord avec la politique occidentale au Moyen-Orient. Lors de la 23e édition des Brit Awards, il reprend Faith avec Ms. Dynamite en changeant les paroles pour dénoncer les manœuvres militaires en Irak. À la même période, il se produit sur le plateau de l'émission britannique Top of the Pops pour chanter une reprise de The Grave de Don McLean, qui évoque le départ de jeunes Marines à la guerre. En 2003, cette version de George Michael est enregistrée pour l'album Hope, édité par l'ONG anglaise War Child, afin de venir en aide aux victimes de la guerre en Irak. En février 2003, George Michael est interrogé sur son engagement par David Frost, dans l'émission Breakfast with Frost. L'Anglais, inquiet de l'intervention américaine en Irak, déclare : « on s'apprête à mettre le feu à des foyers d'intégrisme musulman en faisant quelque chose d'illégal, ». Selon lui, le cœur du problème au Moyen-Orient est l'absence de solution dans le conflit israélo-palestinien. La même année, le magnat de la presse Rupert Murdoch fustige l'engagement de George Michael dans les journaux de son groupe médiatique News Corporation. Le chanteur justifie, avec ironie, les agissements de Murdoch : « [il] a décidé que j'avais outrepassé mes droits de chanteur pop ».
En mars 2004, Freeek! et Shoot the Dog sont inclus dans le nouvel album de George Michael, intitulé Patience. Comme il n'a pas sorti de nouvelles compositions depuis Outside en 1998, il remercie ses fans d'avoir « patienté » aussi longtemps. Cet album est produit par sa société Ægean, mais aussi par Sony. En effet, George Michael, qui avait quitté Sony au début des années 1990 après des démêlés judiciaires, signe de nouveau avec cette maison de disques. Freeek! et Shoot the Dog font de Patience un album engagé. Cars and Trains et Precious Box évoquent également les dérives de la société du XXIe siècle. Mais c'est surtout un album très intime, comme le montrent les titres Through et John and Elvis Are Dead. Dans les paroles de ce dernier, George Michael cite le nom des musiciens qui l'ont inspiré : John Lennon, Elvis Presley et Marvin Gaye, et chante : « Si Jésus-Christ est bel et bien vivant / Alors comment se fait-il que John et Elvis soient morts ? »,. Le single de John and Elvis Are Dead est vendu par téléchargement sur le site internet de George Michael avec les reprises de Edith and the Kingpin de Joni Mitchell et de For the Love of You des Isley Brothers. En effet, en 2004, il annonce qu'il veut désormais diffuser ses chansons sur internet, le plus souvent gratuitement. « J'ai été très bien payé pour mon talent depuis des années et je n'ai plus besoin d'argent de la part du public. […] Maintenant j'aimerais vraiment que les gens puissent télécharger mes chansons sur Internet, gratuitement, avec la possibilité pour eux en contrepartie de faire un don à une œuvre de charité », déclare-t-il à BBC Radio. Concernant Patience, les morceaux les plus intimes et les plus personnels de cet album sont sans doute Please Send Me Someone (Anselmo's Song), American Angel, My Mother Had a Brother et Round Here. Dans Please Send Me Someone (Anselmo's Song), George Michael demande à son ancien compagnon, Anselmo Feleppa, de lui envoyer quelqu'un à aimer. Si Kenny Goss, son nouveau compagnon originaire du Texas, est au cœur d'American Angel , My Mother Had a Brother raconte l'histoire de son oncle homosexuel qui s'est suicidé le jour de sa naissance. Enfin, Round Here est un titre nostalgique dans lequel le Londonien d'origine se souvient des quartiers où il a grandi. Par ailleurs, Patience contient des titres plutôt énergiques, comme Amazing, à mi-chemin entre rock et electro, ainsi que deux véritables morceaux dance et électro : Flawless (Go to the City), une reprise de Flawless du groupe The Ones, et Precious Box. Pour promouvoir son nouvel album, George Michael donne quelques interviews télévisées : en mars par exemple dans l'émission française de Thierry Ardisson Tout le monde en parle puis deux mois plus tard à Chicago sur le plateau du prestigieux Oprah Winfrey Show. Patience est un petit succès pour George Michael, se vendant à quatre millions d'exemplaires. Il se classe 1er au Royaume-Uni, 12e aux États-Unis et 4e en France,,.

### Retour à la notoriété et reconnaissance (2005-2010)

#### Un documentaire sur sa vie
Entre 2005 et 2010, George Michael fait le point sur sa carrière et sur son image de chanteur. Le 16 février 2005, l'artiste anglais présente au 55e festival du film de Berlin un documentaire réalisé par Southan Morris qui retrace son parcours. Ce documentaire, intitulé George Michael: A Different Story, revient sur les grands moments de sa carrière avec Wham! et en solo. Le film fait également référence à son enfance et à sa vie sentimentale. À ce propos, le chanteur déclare dans une interview : « mon œuvre est extrêmement liée à ma biographie. En travaillant sur la longueur avec une équipe de cinéma, j'ai pu me confier facilement ». En effet, dans George Michael: A Different Story, il s'exprime face caméra, et ses paroles sont souvent entrecoupées par des images d'archives. Plusieurs personnalités et proches de George Michael sont aussi interrogés, comme Elton John, Boy George, Mariah Carey, Andrew Ridgeley, ou encore son propre père, Jack Panos. Sorti dans les salles de cinéma françaises le 11 janvier 2006 sous le titre George Michael : Mon histoire, ce documentaire n'est pas commercialisé en DVD,. Dans George Michael: A Different Story, ainsi que dans une interview à Télérama, le chanteur condamne les émissions musicales de télé-réalité : « Comment pourrais-je cautionner cette cynique exploitation du rêve de tous ces jeunes gens ? Je n'ai rien contre les participants, mais je déteste cette mentalité des gens de télé qui les manipulent, se servent d'eux », déclare-t-il. Pourtant, en mai 2008, il interprète Praying for Time sur le plateau d'American Idol. En décembre 2009, il se produit également en duo avec Joe McElderry, un candidat de The X Factor au Royaume-Uni.

#### Une star qui joue avec son image
Entre 2005 et 2011, le chanteur fait plusieurs caméos dans des séries et des sketches télévisés. Le 11 mars 2005, à l'occasion du Red Nose Day, un téléthon au profit de Comic Relief, il apparaît dans un épisode spécial de Little Britain aux côtés de David Walliams et Matt Lucas. À Noël 2007, George Michael participe à un sketch du Catherine Tate Show et chante en duo Fairytale of New York de The Pogues avec l'actrice Catherine Tate. Il joue également deux sketches avec l'humoriste anglais Ricky Gervais. Le premier en décembre 2007, dans la série Extras, où George Michael est poursuivi par un paparazzi qui veut le surprendre en train de draguer dans un parc,. Le second en décembre 2008, lorsque Gervais remporte le British Comedy Award du meilleur acteur dans une série télévisée comique. Ricky Gervais tourne une vidéo de remerciements dans laquelle il apparaît avec George Michael dans un lit.
Mais la série à laquelle le chanteur contribue le plus est Eli Stone, produite par la société américaine ABC. En 2008, ses créateurs Greg Berlanti et Marc Guggenheim souhaitent que les chansons de George Michael soient en lien avec la vie de leur personnage, Eli Stone, un avocat à qui Jonny Lee Miller prête ses traits. Tous les épisodes de la première saison portent le nom d'un de ses morceaux. Mieux, Berlanti & Guggenheim imaginent même que Stone hallucine la présence du chanteur qui figure alors au générique de quatre épisodes, en tant que guest star. Il y interprète Faith, Older, Amazing, ou encore une reprise de Feeling Good. Dans le neuvième épisode de la première saison, son rôle a davantage d'importance et il n'apparaît plus comme une hallucination: il y aide financièrement une école américaine pour qu'elle donne de vrais cours sur la sexualité. En effet, le programme d'éducation sexuelle de celle-ci ne dispense que des leçons sur l'abstinence et, en guise de protestation, une jeune fille diffuse un jour la chanson I Want Your Sex dans les haut-parleurs de l'établissement. George Michael apprécie l'expérience d'Eli Stone. Toutefois, il ne souhaite pas faire une carrière d'acteur à la télévision et déclare : « Je n'aime pas me regarder jouer, je préfère plutôt écouter ce que je chante, ». En mars 2011, George Michael participe de nouveau à un sketch pour le téléthon Red Nose Day. Assis dans une voiture à côté du comédien James Corden, il reprend avec lui les chansons de Wham! qui passent à la radio. Plus tard, Corden réitèrera ce principe de carpool karaoke avec d'autres artistes.

#### 25 Live: le bilan d'une carrière

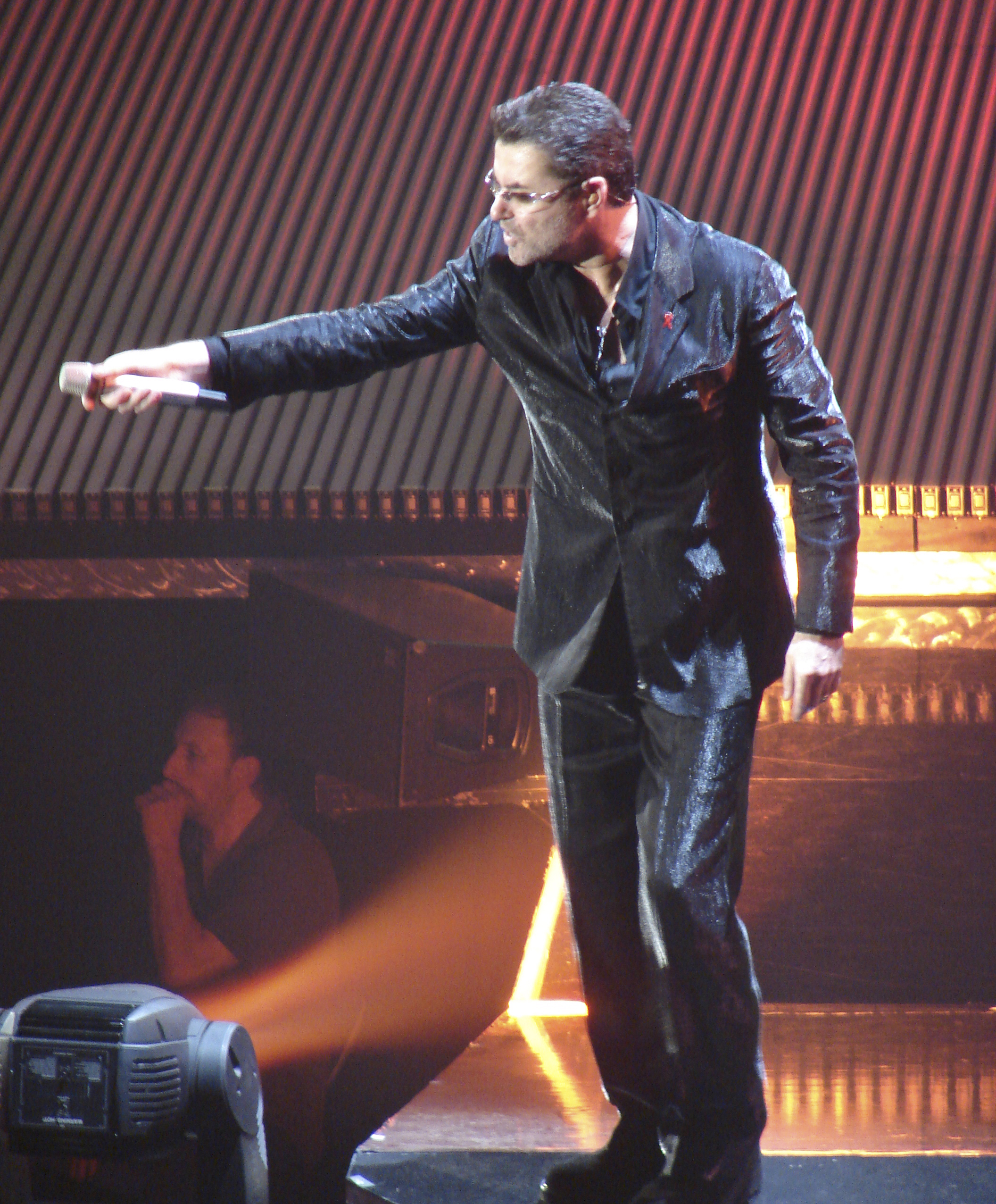
En concert à Anvers (Belgique) en 2006, pour sa tournée 25 Live.

À la fin des années 2000, sa carrière est désormais bien établie. Pendant cette période, il chante en duo avec des artistes reconnus. En 2005, il interprète Blame It on the Sun avec Ray Charles pour l'album Genius & Friends puis Drive My Car avec Paul McCartney à Hyde Park, à Londres, pour le Live 8. L'année suivante, Tony Bennett le sollicite pour enregistrer How Do You Keep the Music Playing? sur l'album Duets: An American Classic. En juin 2009, il fait également une apparition surprise au concert de Beyoncé à l'O2 Arena de Londres, reprenant If I Were a Boy avec l'Américaine.
Entre 2006 et 2008, la star confirme son retour sur scène en entamant une grande tournée pour ses vingt-cinq ans de carrière, intitulée 25 Live. Celle-ci débute à Barcelone puis parcourt le Vieux Continent (France, Allemagne, Suède, Pays-Bas, République tchèque, Irlande). Le chanteur inaugure le nouveau stade de Wembley le 9 juin 2007 puis se produit à Paris treize jours plus tard, au Stade de France. Dans Le Parisien, la journaliste Charlotte Moreau vante « la pureté et la beauté du timbre [de George Michael], toujours aussi soyeux et classieux après vingt-cinq ans de carrière ». Ses représentations au Earls Court de Londres les 24 et 25 août 2008 donnent lieu à une captation vidéo, intitulée Live in London. Il y reprend tous ses tubes depuis Wham! et rejoue même les clips de ses chansons. Par exemple, au moment de chanter Outside, George Michael s'habille en policier américain sur scène. Après un crochet par Copenhague, il fera escale à Abou Dabi (aux Émirats arabes unis) pour un spectacle au stade Sheikh Zayed en décembre 2008.
La tournée 25 Live est accompagnée par une compilation intitulée Twenty Five, qui rassemble les tubes de Wham! et de George Michael. Produite par les labels Sony BMG et Ægean, elle sort en 2006 au Royaume-Uni et en Europe puis en 2008 aux États-Unis,, se classant première dans le hit-parade britannique. On y retrouve quelques nouvelles chansons : Understand, Feeling Good, uniquement présente dans la version américaine, An Easier Affair, disponible en téléchargement tout comme This Is Not Real Love avec Mutya Buena et la reprise de Heal the Pain avec Paul McCartney. En décembre 2008, le chanteur met également à disposition sur son site internet un titre de Noël, coécrit avec David Austin : December Song (I Dreamed of Christmas), accompagné de Jingle (A Musical Interlewd). Un an plus tard, ces deux morceaux paraissent en CD. L'Australie (Perth, Sydney et Melbourne) a en 2010 l'honneur d'accueillir les dernières dates de sa tournée. Ainsi, George Michael a fait le bilan de vingt-cinq ans de carrière, pendant laquelle il a obtenu le succès et la reconnaissance du public.

### Une fin de carrière marquée par la drogue et la maladie (2010-2016)

#### La musique mise entre parenthèses
Le 4 juillet 2010, George Michael participe à une Gay Pride à Londres. Sur le chemin du retour, il percute avec sa voiture la vitrine d'un magasin du quartier d'Hampstead. La police l'arrête car elle pense qu'il n'est pas en état de conduire. Mis en liberté provisoire, il est accusé le 12 août de « possession de cannabis et de conduite sous l'emprise d'alcool ou de drogues, ». Après avoir plaidé coupable à la Highbury Corner Magistrates' Court de Londres douze jours plus tard, George Michael est condamné le 14 septembre à huit semaines de prison ainsi qu'à une amende de 1 250 livres (1 469 euros), et son permis est annulé pendant cinq ans. Le 11 octobre, il est libéré de la Highpoint Prison du comté de Suffolk, après quatre semaines d'incarcération. En mai 2007, George Michael avait déjà plaidé coupable devant la Brent Magistrates' Court de Londres pour conduite sous l'empire de stupéfiants.

#### Symphonica: un retour sur scène compliqué
Après ces déboires judiciaires, George Michael s'implique de nouveau dans sa musique. En janvier 2011, une version remastérisée de son album Faith est mise en vente. Deux mois plus tard, il sort sur internet et en CD une reprise de True Faith du groupe britannique New Order, reversant les bénéfices du single à l'association caritative britannique Comic Relief. Richard Curtis, l'un des fondateurs de celle-ci, a déclaré à propos de l'engagement de George Michael : « Tous les ans, George est notre plus important donateur. Une année, sans qu'on s'y attende, il nous a offert tous les bénéfices de son single As, avec Mary J. Blige. […] Mais, le plus formidable dans tout ça, c'est qu'il reverse à Comic Relief tout l'argent de son nouveau single True Faith. […] Nous promettons d'utiliser chaque penny que nous avons récolté grâce à lui pour sauver et changer la vie des populations en Afrique et dans tout le Royaume-Uni, ». Le disque atteint la 27e place au Royaume-Uni. Toujours en 2011, George Michael annonce le 15 avril dans l'émission américaine Piers Morgan Tonight qu'il vient d'enregistrer la chanson You and I de Stevie Wonder pour l'offrir en cadeau de mariage au prince William et à Catherine Middleton. En effet, elle peut être téléchargée gratuitement sur son site internet avec en contrepartie une invitation à faire un don au Royal Wedding Charity Fund du couple princier.

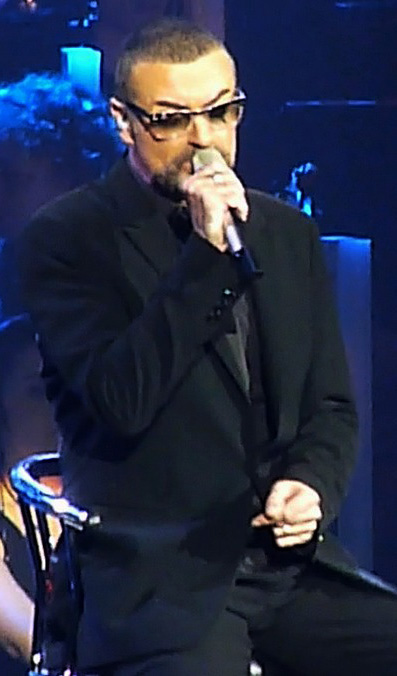
À Nice (France) en 2011, pendant sa tournée symphonique.

George Michael annonce alors une nouvelle tournée. Le 11 mai 2011, il indique à la presse qu'elle s'intitule Symphonica: The Orchestral Tour et qu'il sera accompagné par un orchestre symphonique. Dans une interview à Paris Match, il confie que « cette tournée est la plus excitante pour [lui] depuis la première avec Wham! ». Elle débute le 22 août à l'opéra d’État de Prague, en République tchèque, puis fait notamment étape au stade municipal de Wrocław en Pologne, à l'Arena Zagreb de Croatie ainsi qu'au Royal Albert Hall de Londres et en France (Nice, Marseille, Toulouse, Montpellier et Paris). Ces concerts symphoniques sont l'occasion, pour lui, d'interpréter en live les chansons jazz de son répertoire, particulièrement celles des albums Older et Songs from the Last Century. Ils le voient aussi reprendre Going to a Town de Rufus Wainwright, Russian Roulette de Rihanna et Love Is a Losing Game, en hommage à Amy Winehouse disparue en juillet 2011, et présenter une nouvelle chanson intitulée Where I Hope You Are, inspirée par sa récente séparation avec Kenny Goss. Malheureusement, Symphonica s'interrompt le 21 novembre lorsqu'il est victime d'une sévère pneumonie alors qu'il s'apprête à jouer à Vienne. Dans le coma, le chanteur doit y être hospitalisé et placé aux soins intensifs. Il rentre en Angleterre peu avant Noël.
Après sa convalescence, George Michael fait une apparition publique le 21 février 2012, pour remettre le Brit Award du meilleur album britannique de l'année à Adele. Ces moments difficiles lui inspireront l'été suivant White Light, véritable hymne à la vie. Dans ce morceau, il évoque même clairement l'univers hospitalier avec le son d'un moniteur de fréquence cardiaque et utilise également un vocoder pour donner un effet électronique à sa voix. Commercialisé en août, le single (avec en face B Song to the Siren, une reprise de Tim Buckley) se classe 15e dans le hit-parade britannique et est agrémenté d'un clip dans lequel Kate Moss apparaît avec le chanteur. Le 12 août, il participe à la cérémonie de clôture des Jeux olympiques de Londres, interprétant Freedom! '90 et White Light. Certaines personnalités, comme le directeur musical Steve Anderson, l'accusent d'avoir profité de cet événement pour promouvoir son nouveau single devant des millions de téléspectateurs. Il répond à ces critiques sur Twitter, en disant qu'il l'a chanté pour remercier publiquement ceux qui l'ont soutenu au moment de sa pneumonie. « Je ne le regrette pas », ajoute-t-il,.
Le mois suivant, George Michael reprend Symphonica là où elle s'était arrêtée. Il se produit à l'opéra Garnier de Paris le 9 septembre 2012, devenant le premier chanteur de pop anglais à monter sur cette scène traditionnellement réservée à la musique classique. Les bénéfices de son concert sont reversés à l'association française Sidaction, présidée par Pierre Bergé et Line Renaud. La comédienne française, qui le remercie pour sa contribution à la lutte contre le sida, déclare à son propos : « [Son] arme dans ce combat a été [son] art ». À la fin de l'année, sa tournée et ses derniers concerts en Australie sont à nouveau annulés. « J'ai eu tort de penser que je pouvais surmonter les grandes angoisses qui me tourmentent depuis que j'ai quitté l'Autriche en décembre dernier », indique George Michael : il ne remontera plus jamais sur scène. De plus, le 16 mai 2013, il est victime d'un accident sur une route du Hertfordshire: tombé d'un véhicule en marche, il souffre d'un traumatisme crânien.
Néanmoins, en mars 2014, George Michael sort un nouvel album intitulé Symphonica, qui paraît sous les labels Virgin-EMI et Ægean. Il regroupe plusieurs chansons interprétées sur scène entre 2011 et 2012. On y trouve notamment des titres de Patience et de Songs from the Last Century, mais aussi des reprises comme Let Her Down Easy de Terence Trent D'Arby (il s'agira de l'ultime single commercialisé par le chanteur) ou Idol d'Elton John. Cependant, ces morceaux ont été retravaillés en studio par Phil Ramone, qui signe ici la dernière production de sa carrière, avant son décès en 2016. Les critiques anglaises sont mitigées. Andy Gill de The Independent le décrit comme « bien organisé et très affirmé, une œuvre charmante mais qui comme tout album live ne reste qu'un simple souvenir, ». Michael Cragg du Guardian pense quant à lui que les chansons ont délibérément été placées pour faire ressortir « le sentiment de nostalgie, teinté de regrets, que procure l'album »,. Quoi qu'il en soit, Symphonica parvient à atteindre la première place au Royaume-Uni. Le concert à l'opéra Garnier est filmé et retransmis sur la chaîne britannique BBC One en avril 2014,. Malgré ses graves problèmes de santé, George Michael a réussi à tenir bon. Il parvient notamment à suivre en 2015 une cure de désintoxication dans la luxueuse clinique spécialisée Kusnacht Practice, près de Zurich,.

#### Mort et hommages posthumes

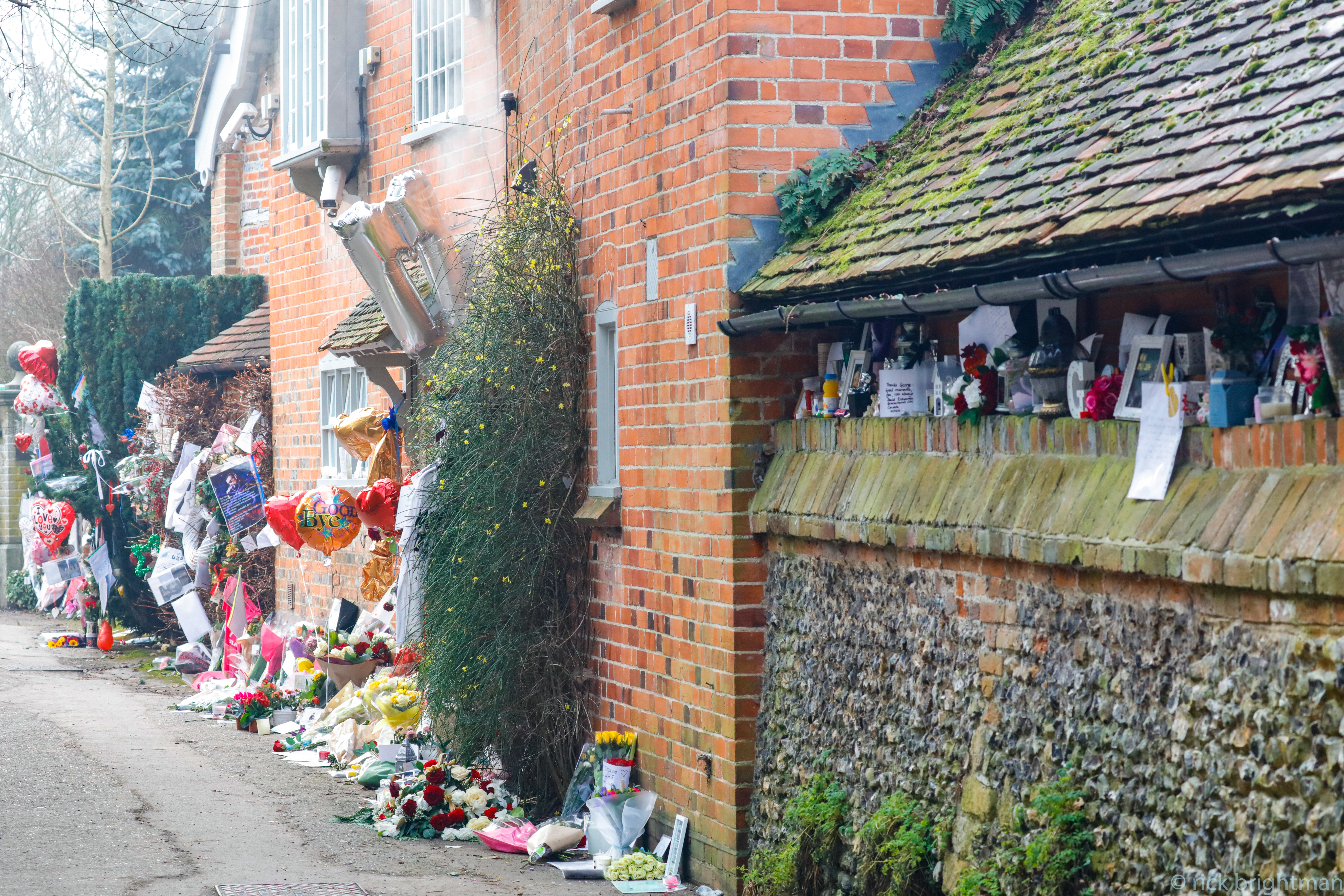
Sa maison à Goring-on-Thames, un mois après son décès. Ses admirateurs ont déposé des bouquets de fleurs par terre.

En 2011, George Michael déclare à Paris Match qu'il est en train de composer un album de musique dance. Mais, entre 2011 et 2014, hormis Symphonica, il ne sort aucun album avec de nouvelles compositions. En décembre 2016, le producteur et compositeur anglais Naughty Boy révèle justement qu'il travaille sur le prochain album du chanteur. Par ailleurs, un second documentaire, intitulé Freedom, est prévu pour mars 2017, en même temps que la ressortie de l'album Listen Without Prejudice, Vol. 1. Mais le projet d'un nouvel album restera inachevé : en effet, George Michael meurt le 25 décembre 2016 dans sa maison, à Goring-on-Thames. Les causes de son décès ne sont pas immédiatement identifiées. Le 7 mars 2017, le responsable du service de médecine légale du comté de l'Oxfordshire annonce qu'il est mort de « causes naturelles », en précisant qu'il souffrait d'une cardiomyopathie dilatée avec myocardite et d'une stéatose hépatique. George Michael est enterré le 29 mars au cimetière de Highgate, à Londres. De son vivant, l'artiste a vendu environ 100 millions de disques dans le monde. Sa fortune est estimée à plus de 100 millions de livres (116 millions d'euros).
Plusieurs musiciens comme Madonna, Elton John ou Robbie Williams font part de leur tristesse sur les réseaux sociaux. À l'occasion de la 59e cérémonie des Grammy Awards, Adele lui rend hommage en reprenant Fastlove avec un orchestre. Un montage d'images réalisé par David Austin est projeté pendant sa prestation. Au Royaume-Uni, lors des Brit Awards, Andrew Ridgeley, Shirlie Holliman et Pepsi Demacque honorent la mémoire de leur ami disparu par un discours tandis que Chris Martin reprend A Different Corner, accompagné par la voix de George Michael. En juin 2017, Geri Halliwell écrit la ballade Angels in Chains afin de témoigner son attachement au chanteur, avec qui elle était proche. Listen Without Prejudice, Vol. 1 ressort en double album à la fin du mois d'octobre 2017 avec l'enregistrement d'un concert donné en 1996 pour l'émission MTV Unplugged. Une nouvelle version de sa chanson Fantasy, remixée par Nile Rodgers en septembre 2017, est également ajoutée à ce coffret,. À la même période, David Austin achève le documentaire Freedom sur lequel George Michael travaillait avant sa mort. Ce film, diffusé pour la première fois sur la chaîne de télévision britannique Channel 4 le 16 octobre 2017, s'intéresse tout particulièrement à la vie du chanteur au début des années 1990 et à la genèse de Listen Without Prejudice, Vol. 1. Il est ponctué par les interventions de personnalités du monde musical comme Liam Gallagher, Mary J. Blige, Tony Bennett, Mark Ronson ou encore Stevie Wonder. Une version longue (Freedom Uncut) sort en salles et en streaming en 2022.
Les compositions imaginées par George Michael pour l'album qu'il préparait avant sa disparition ne sont pas dévoilées par son entourage. Néanmoins, en novembre 2019, une chanson inédite intitulée This Is How (We Want You to Get High) est commercialisée en single. Il s'agit du premier titre original du chanteur depuis sept ans et la sortie de White Light, et de son premier publié à titre posthume. Ce morceau écrit en 2012, puis enregistré et mixé aux studios AIR de Londres trois ans plus tard, est inclus dans la bande originale du film Last Christmas essentiellement construite autour de la musique du chanteur, dont son célèbre chant de Noël,. Avant sa mort en 2016, George Michael avait donné son aval pour cette comédie romantique réalisée par Paul Feig et réunissant les comédiens Emilia Clarke et Henry Golding. Il avait notamment rencontré et échangé avec sa coscénariste, l'actrice anglaise Emma Thompson,. Ce film est sorti sur les écrans français le 27 novembre 2019.

## Principales inspirations
George Michael est surtout influencé par la musique soul des chanteurs noirs américains, comme Marvin Gaye et Stevie Wonder. Toutefois, il considère que sa musique s'écoute sans préjugé racial : « [Elle] n'est ni blanche, ni noire. C'est de la pop inspirée par le rhythm and blues ». En effet, en 1984, Wake Me Up Before You Go-Go rappelle la musique du label Motown. En 1987, la plupart des chansons de l'album Faith sont également inspirées par celles de Prince.
Le rock britannique, notamment Elton John, est aussi une influence importante pour le chanteur anglais. En 2000, il achète même aux enchères le piano Steinway avec lequel John Lennon a composé Imagine en 1971.
Cependant, la chanson Faith est plutôt influencée par le rock américain d'Elvis Presley. George Michael, avec amusement, compare son clip à un numéro de Chuck Berry ou de Bo Diddley. En 2004, il évoque à la fois Lennon et Presley dans les paroles de John and Elvis Are Dead. Interviewé par Melvyn Bragg en 2006, il déclare que Led Zeppelin est son groupe de rock préféré.
Le jazz est aussi l'une de ses inspirations, comme le montrent les morceaux Kissing a Fool, Cowboys and Angels, Older ou l'album de reprises Songs from the Last Century. En 1996, il dédie notamment son album Older au compositeur  brésilien Antônio Carlos Jobim.

## Thèmes majeurs de ses chansons
Trois thèmes principaux semblent se dégager dans l'œuvre de George Michael. Tout d'abord celui de l'amour. La ballade Careless Whisper est un exemple emblématique de sa carrière, tout comme I Want Your Sex, qui prône la monogamie. En 1996, après la mort de son compagnon Anselmo Feleppa, il évoque cette fois l'amour sur un ton beaucoup plus mélancolique dans Jesus to a Child et You Have Been Loved. Mais l'amour est indissociable d'un autre thème : la liberté. Il chante alors l'amour libre dans Outside et dans Fastlove : « My friends got their ladies / They're all having babies / But I just want to have some fun » (en français : « Mes amis ont des fiancées / Ils font tous des enfants / Mais moi je veux seulement prendre du plaisir »,. L'amour est même libérateur, comme dans Amazing : « I think it's amazing / The way that love can set you free » (en français : « Je crois que c'est incroyable / La façon dont l'amour peut te libérer ». Néanmoins, George Michael n'invite jamais à la débauche, et dénonce la pornographie dans I Want Your Sex et Freeek!,. En 1996, Free clôt l'album Older avec une sorte d'apaisement (« Feels good to be free… », en français : « C'est bon d'être libre… »), mais la chanson qui célèbre la liberté avec le plus de vigueur est Freedom! '90. Le troisième thème important est la croyance. Faith, Father Figure et Hard Day parlent notamment de la foi dans l'amour et de la confiance dans une relation. Le chanteur interroge aussi souvent la croyance religieuse. Si Jesus to a Child suggère la bonté du Christ, Praying for Time et John and Elvis Are Dead semblent remettre en question l'existence du Sauveur.

## Héritage musical

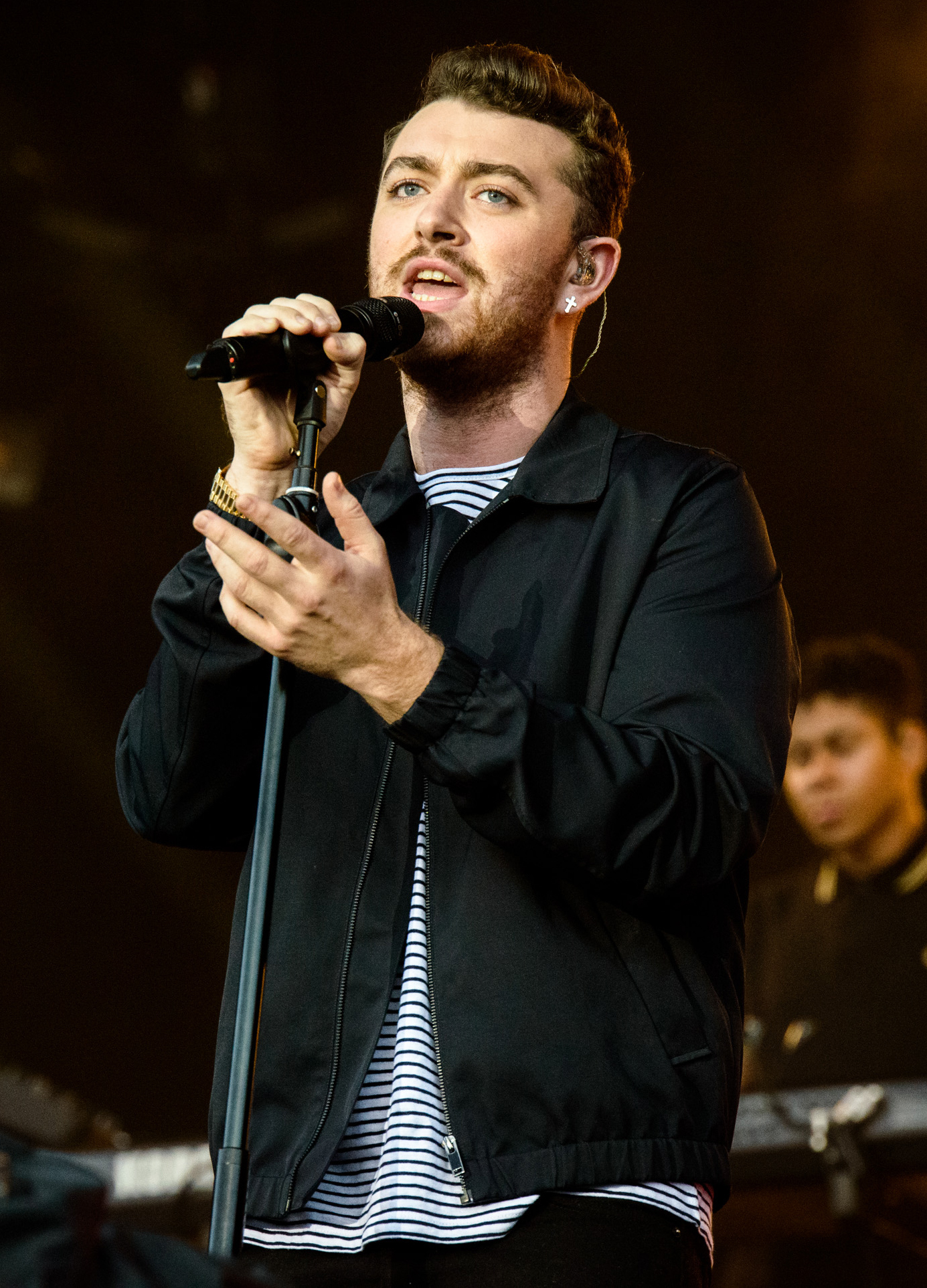
Sam Smith (ci-dessus) est très influencé par George Michael.

De nombreux artistes sont influencés par la musique de George Michael. Robbie Williams est proche de lui depuis son départ du groupe pop Take That : en 1996, son premier single en solo est d'ailleurs une reprise de Freedom! '90. En 2004, George Michael reconnaît le talent de Robbie Williams, même s'il le considère trop préoccupé par la célébrité. La musique de George Michael inspire surtout l'Anglais Sam Smith. En 2015, celui-ci déclare dans une interview : « [c'] est quelqu'un d'honnête et quand vous vous intéressez aux paroles de ses chansons, il devient alors une personnalité vraiment inspiratrice, ». La voix et la musique de Smith peuvent être rapprochées de celles de George Michael, notamment lorsque le jeune chanteur interprète Writing's on the Wall à la 88e cérémonie des Oscars. Lors de cet événement, l'humoriste Chris Rock plaisante sur la ressemblance vocale des deux Britanniques : « C'était génial. L'une de tes chansons que je préfère, c'est Father Figure, ! ». Sam Smith semble également partager le style vestimentaire de son mentor. À la mort de ce dernier, Smith écrit sur Twitter qu'il est « une des figures publiques et musicales les plus magiques, talentueuses, courageuses et importantes [qu'il] connaisse, ». D'autres artistes sont aussi inspirés par la musique de George Michael : Adam Lambert, dont le clip de Ghost Town se rapproche de celui de Father Figure, Maria Carey, qui reprend One More Try en 2014 et se dit influencée par l'album Faith, Justin Timberlake, James Arthur ou encore Mika,,.
Son répertoire est régulièrement revisité. Parmi les interprétations les plus marquantes, on peut citer la version de Careless Whisper du groupe américain Gossip, Kissing a Fool par le Canadien Michael Bublé, ou celle de Jesus to a Child par le Macédonien Toše Proeski,,. En 2014, l'Australien Anthony Callea lui consacre tout un concert : sa performance figure sur un album live intitulé Ladies & Gentlemen: The Songs of George Michael.

## Influences sur la société

### Icône pop
George Michael est un chanteur populaire auprès du public. Le Monde le considère comme une « icône pop » et The Times voit en lui une « superstar de la pop » depuis Wham!,. Pour France 24, il est avant tout une « figure majeure de la musique des années 1980 et 1990 ». En effet, dans une interview à Paris Match en 1988, Pierre Hurel le qualifie de sex-symbol. Mais à partir de 1990, il veut rompre avec cette image de star pour n'être reconnu pour que pour sa musique. Toutefois, entre 2006 et 2008, il entame une grande tournée qui affirme son statut de star internationale. En 2016, le chanteur est définitivement reconnu comme un compositeur populaire lorsqu'il est nommé pour une place dans le Songwriters Hall of Fame. Plusieurs musiciens louent également son talent : Elton John déclare qu'il est un « artiste brillant », Liza Minnelli le qualifie de « génie musical » tandis que Paul Young pense que sa voix « touche directement au cœur »,.
Par ailleurs, l'image du chanteur pop est quelquefois détournée à la télévision et au cinéma. Le 25 février 1989, dans Saturday Night Live, l'acteur américain Dana Carvey se grime en George Michael et se moque du postérieur du chanteur dans le clip de Faith. En 2007, dans le film américain Le Come-back de Marc Lawrence, Hugh Grant et Scott Porter sont les anciens membres d'un groupe des années 1980 appelé PoP : selon le critique Scott Holleran, il s'agit d' « une référence à peine masquée au groupe Wham! »,. Neuf années plus tard, quand Ryan Gosling se produit avec un cover band des années 1980 dans La La Land de Damien Chazelle, Emma Stone compare celui-ci à George Michael.

### Rôle dans la communauté LGBT
Le chanteur, qui déclare publiquement son homosexualité en 1998, est à la fois une icône pop et une icône gay. En effet, il revendique la légitimité de son orientation sexuelle. En mai 2011, il écrit sur Twitter : « Je n'ai jamais demandé pardon pour ma vie sexuelle et je ne le ferai jamais, ! ». En 1999 et en 2000, il se produit en concert pour Stonewall et la Human Rights Campaign, deux associations qui défendent les droits des personnes homosexuelles,. En mai 2004, il donne une interview pour le mensuel gay britannique Attitude et, en octobre 2012, fait la une du magazine gay Out in the City,. En 2005, son album Patience est nommé pour un GLAAD Media Award, une récompense décernée par la Gay & Lesbian Alliance Against Defamation. En 2016, sur France Culture, Étienne Menu indique que George Michael s'inscrit dans un courant soul, R&B et parfois house « marqué par l'émancipation du mouvement LGBT ». À sa mort, plusieurs personnalités musicales et politiques considèrent George Michael comme un acteur majeur de la communauté LGBT. L'Américaine Miley Cyrus parle d'un « activisme radical en faveur de la communauté LGBT »,, tandis que le travailliste britannique Jeremy Corbyn évoque « un fervent défenseur des droits LGBT, ».

### Engagements humanitaires
Depuis les années 1980, George Michael s'engage dans la lutte contre le sida. Il donne des concerts de bienfaisance pour de nombreuses associations comme The Elizabeth Taylor AIDS Foundation en 1992, ou l' Elton John AIDS Foundation en 2011,. En 1992 et en 1996, il participe à deux projets d'albums pour la Red Hot Organization, qui lutte contre le sida à travers la musique. Il fait également des dons à la Terrence Higgins Trust, qui aide les victimes du sida au Royaume-Uni. En 1998, pour la MTV Staying Alive Foundation, il présente un documentaire qui montre la vie de six jeunes personnes touchées par le sida,. Le chanteur est aussi engagé dans d'autres causes humanitaires et philanthropiques. En 1993, il participe à un concert au Carnegie Hall de New York pour la Rainforest Foundation, une organisation impliquée dans la protection des populations des forêts tropicales. En décembre 2006, il donne un concert gratuit à Londres pour les infirmières du National Health Service. À sa mort, plusieurs médias font part de ses actes de générosité anonymes envers des associations ou des personnes en situation de difficulté financière,.

### Autres engagements
À l'âge de quinze ans, George Michael rejoint la Ligue des jeunes communistes, la formation de jeunesse du Parti communiste de Grande-Bretagne. Dans les années 1980, durant l'ère Thatcher, George Michael vote pour le Parti travailliste. En septembre 1984, Wham ! se produit lors d'un concert de charité au Royal Festival Hall de Londres pour les mineurs britanniques en grève.

### George Michael et la mode

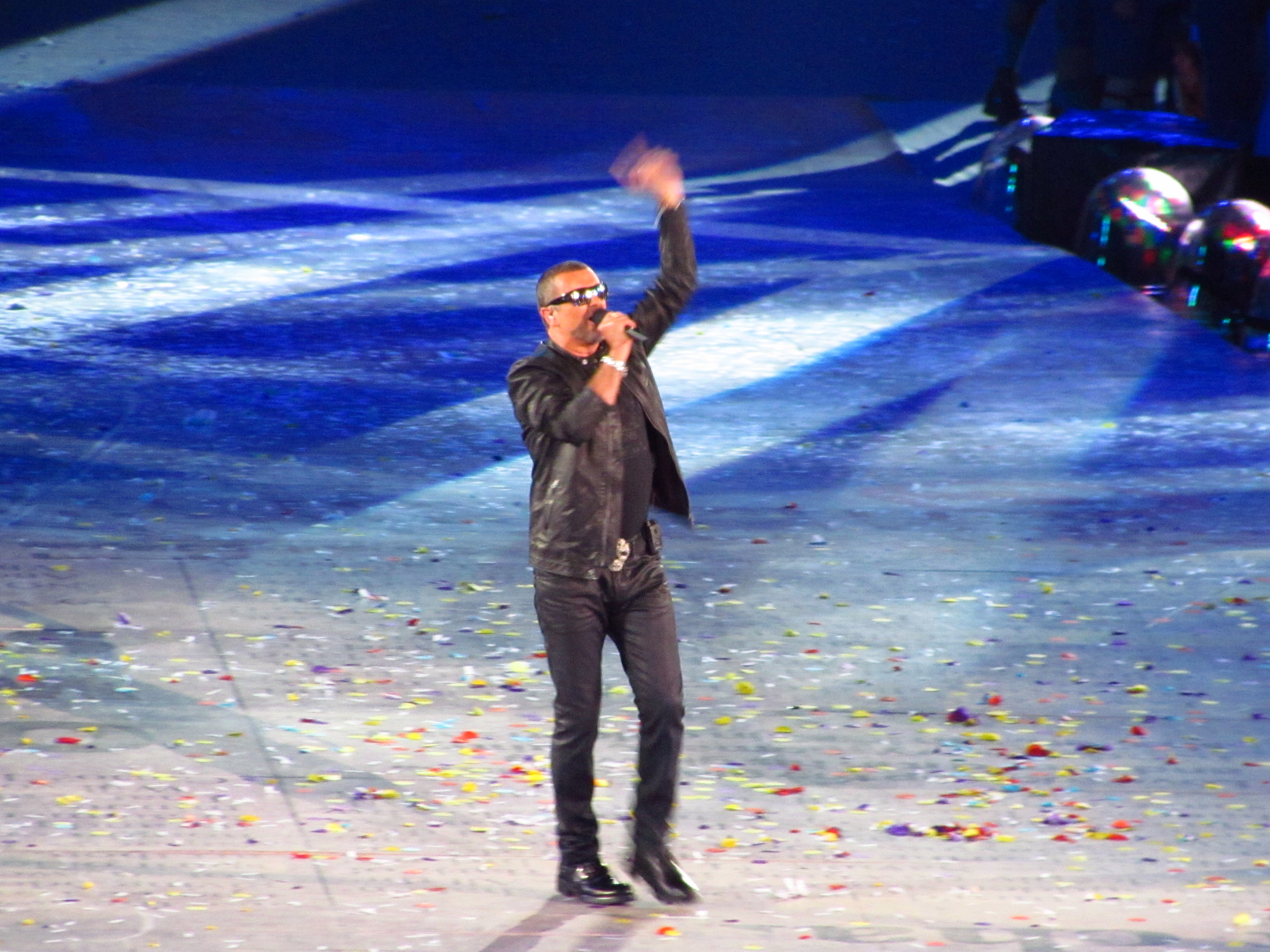
George Michael à la cérémonie de clôture des Jeux olympiques d'été de 2012 au stade olympique de Londres.

En 2016, deux journalistes de Madame Figaro déclarent que l'apparence de George Michael « marqu[e] les eighties ». En 1984, dans le clip de Wake Me Up Before You Go-Go, Wham! se met en avant avec des tenues colorées. À la fin des années 1980, George Michael se crée une image de chanteur de rock. Sur la pochette de l'album Faith, il porte un perfecto en cuir avec une boucle d'oreille en forme de croix. Une journaliste du Huffington Post considère que ses bretelles et son chapeau noirs dans le clip de Monkey, sorti en 1988, sont toujours à la mode dans les années 2010. Après le succès de Faith, George Michael souhaite changer d'image et porte régulièrement des complets avec des lunettes de soleil,. Toutefois, une journaliste de L'Express note qu'« [il] revisite son look » de chanteur rock pendant la cérémonie de clôture des Jeux olympiques de Londres, en 2012. La même année, il fait la une du magazine Vogue Paris avec Kate Moss. George Michael marque alors le monde de la mode par son style vestimentaire, « mais aussi [par] sa chevelure et la coupe de sa barbe », déclare la journaliste du Huffington Post. Par ailleurs, ses clips, comme celui de Father Figure ou de Freedom! '90, immortalisent l'image de plusieurs mannequins,. En 1992, le clip de Too Funky, réalisé par Thierry Mugler, montre même les coulisses d'un défilé de mode. Vingt-quatre ans plus tard, celui de Freedom! '90 est tourné avec de nouveaux top-modèles dans les rues de New York.

## Vie privée

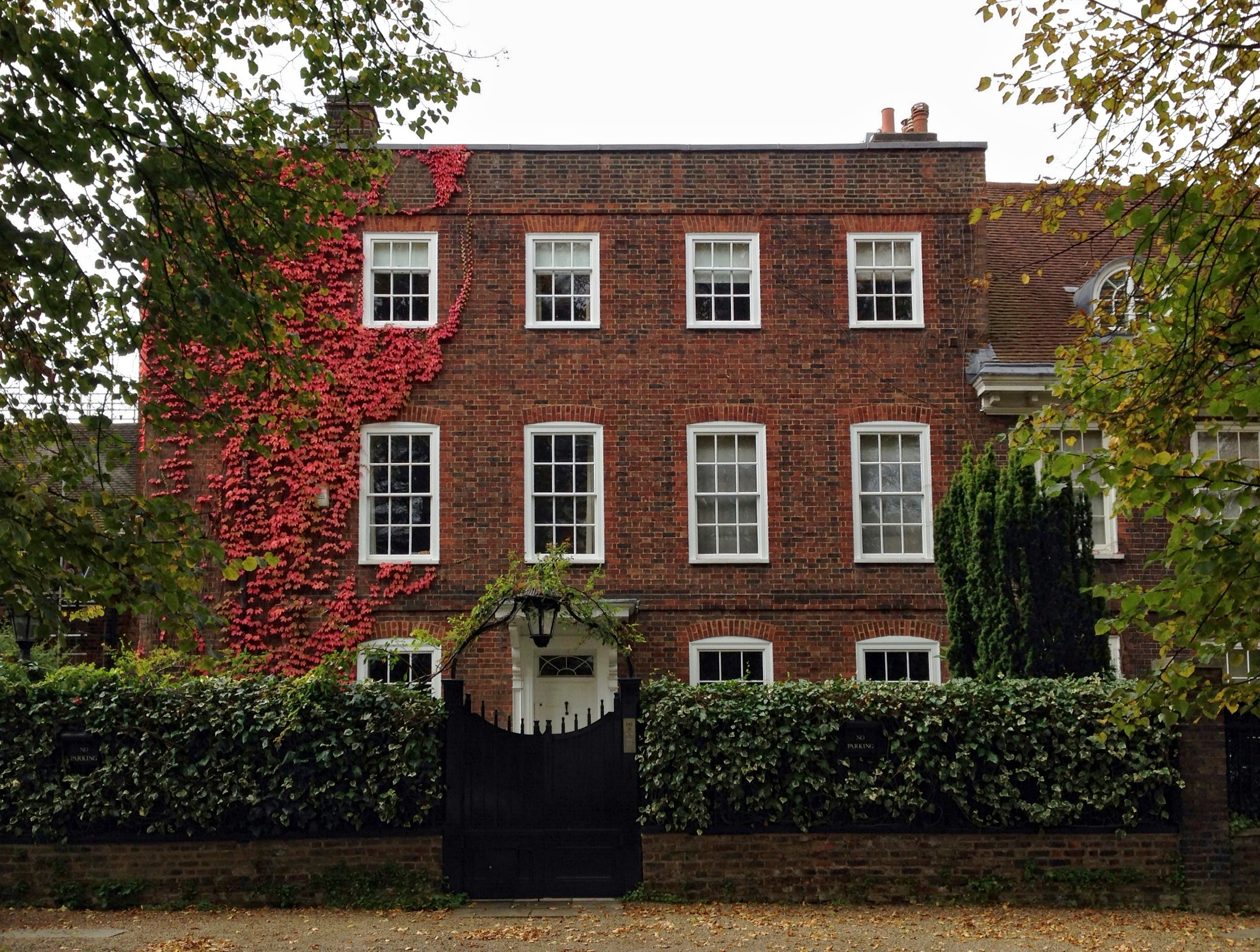
Une maison du quartier Highgate de Londres

George Michael confirme publiquement son homosexualité en 1998. Pendant sa jeunesse, il se considère bisexuel, ayant à l'époque de Wham! de nombreuses relations avec des femmes. À la fin des années 1980, il a notamment une liaison avec la maquilleuse américaine Kathy Jeung, qui apparaît à ses côtés dans le clip de I Want Your Sex,. Il déclare par la suite qu'elle a été sa seule véritable petite amie, et qu'elle était au courant de sa bisexualité. Toutefois, George Michael se sent plus à l'aise avec les hommes sur le plan sentimental et n'envisage pas de s'engager dans une histoire sérieuse avec une femme. Il finit par avoir honte de ses relations avec les femmes, qu'il a le sentiment d'exploiter. D'autre part, en raison de l'épidémie de sida à cette période, il se sent moralement obligé d'avertir ses conquêtes féminines de sa bisexualité, au risque de gâcher les moments qu'il passe avec elles. Cela le conduit à cesser d'avoir des rapports sexuels avec les femmes. Dans un entretien accordé à GQ en 2004, le chanteur confie qu'il est toujours attiré par le sexe opposé, mais qu'avoir une vraie liaison avec une femme lui donnerait l'impression d'être « un imposteur ».
En 1993, il est en couple avec le Brésilien Anselmo Feleppa, rencontré à Rio quelques années plus tôt, qui meurt des complications du sida le 26 mars 1993. Dans une interview, George Michael revient sur ce moment difficile : « Mon compagnon est mort du sida et j'ai mis environ trois ans à m'en remettre, puis c'est ma mère qui est morte. À ce moment, j'ai pensé que j'étais maudit, ». Au cours de sa carrière, le chanteur a composé trois chansons en hommage à Anselmo Feleppa : Jesus to a Child, You Have Been Loved et Please Send Me Someone (Anselmo's Song). En 1996, il rencontre l'Américain Kenny Goss, qui devient son partenaire :  onze années plus tard, ils créeront ensemble la Goss-Michael Foundation à Dallas, rassemblant une collection d'art contemporain britannique. Trois ans après la mort du chanteur, certaines œuvres du collectif Young British Artists sont exposées et vendues par Christie's à Londres. En 2011, George Michael annonce qu'il s'est séparé de Kenny Goss. La chanson Where I Hope You Are parle de cette rupture. La même année, le chanteur se met en couple avec Fadi Fawaz, un coiffeur pour stars d'origine libanaise. C'est lui qui découvre le corps inanimé de l'artiste dans sa maison, le 25 décembre 2016.
George Michael possédait plusieurs résidences, dont une située dans le quartier londonien de Highgate ou une autre en Australie et aussi en Algarve au Portugal. Il habitait également une ancienne maison du village anglais Goring-on-Thames. Au cours des années 1980, il passait régulièrement ses vacances avec ses amis à Ramatuelle, près de Saint-Tropez, dans une villa qu'il avait baptisée « Chez Nobby ».

## Albums studio

### Avec Wham!
- 1983 : Fantastic
- 1984 : Make It Big
- 1986 : The Final
- 1986 : Music from the Edge of Heaven

### En solo
- 1987 : Faith
- 1990 : Listen Without Prejudice, Vol. 1
- 1996 : Older
- 1999 : Songs from the Last Century
- 2004 : Patience

## Distinctions
Wham! a remporté deux Brit Awards et un American Music Award. En solo, George Michael a reçu trois Brit Awards et six Ivor Novello Awards au Royaume-Uni, trois American Music Awards, deux Grammy Awards, un Billboard Music Award et quatre MTV Video Music Awards aux États-Unis ainsi qu'un MTV Europe Music Award. En 2023, il est intronisé au Rock and Roll Hall of Fame.